# Sokol (spolek)

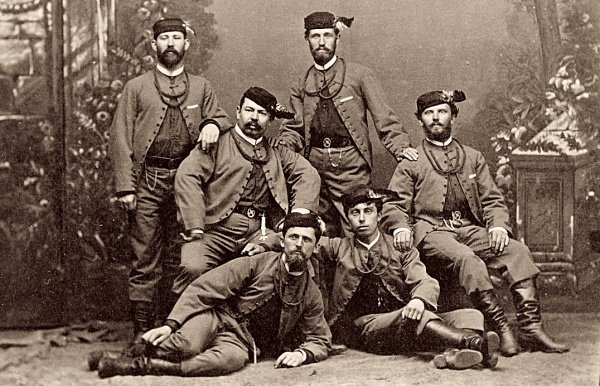
Sokolové v kroji

Sokol (Česká obec sokolská) je označením českého tělocvičného spolku, který v historii české a slovenské tělovýchovy zaujal pozici nejen největší, ale také nejúspěšnější tělocvičné organizace. Za zakladatele Sokola jsou považováni Miroslav Tyrš a Jindřich Fügner. Ve svých počátcích se Sokol inspiroval německými turnerskými spolky, které vycházely z tělovýchovy Fridricha Ludwiga Jahna. V letech 1867–1868 Tyrš vytvořil české tělocvičné názvosloví a v letech 1868–1871 na podkladě antické kalokagathie českou tělocvičnou soustavu, kterou prezentoval v roce 1873 v díle „Základové tělocviku“. Oba zakladatelé spolku od počátku propagovali jeho naprostou apolitičnost a kladli si za cíl fyzický a morální růst českého národa. Naopak Julius Grégr a další mladočeši se Sokol snažili získat do služeb české nacionální emancipace.
I když vznik Sokola nebyl zprvu nasměrován proti německému živlu, konfrontacím s německými turnery se zejména po roce 1918 nevyhnul. Od konce 90. let 19. století pohlížel Sokol s despektem (spíše odstupem) i na katolickou církev. Tradici sokolských sletů odstartovala v roce 1882 první jubilejní slavnost na Střeleckém ostrově. Sokol se zasloužil o výstavbu závodních drah, sportovních hřišť a tělocvičen (sokoloven), které se staly neoddělitelnou součástí mnoha obcí v českých zemích. Během první světové války byla Česká obec sokolská rozpuštěna. Sokolové participovali na domácím odboji a angažovali se také v Československých legiích. Za svou pomoc při vzniku Československa byl Sokol často považován za národní vojsko. Starosta Josef Eugen Scheiner a náčelník Jindřich Vaníček stáli při zrodu nové Československé armády. Díky českým emigrantům a sokolským učitelům tělocviku se sokolské hnutí rozšířilo do zemí západní Evropy, USA a ostatních slovanských zemí. Opětovně byla Československá obec sokolská rozpuštěna v roce 1941 Reinhardem Heydrichem. Řada činovníků Sokolu byla perzekvována, mnozí Sokolové byli zapojeni do odbojové činnosti. Sokolská mládež byla zahrnuta do protektorátního Kuratoria pro výchovu mládeže v Čechách a na Moravě. Po druhé světové válce byl Sokol obnoven, v roce 1956 jej ale ÚV KSČ zakázal. K znovuzaložení „České obce sokolské“ mohlo dojít až v roce 1990 po pádu komunistického režimu. Z rozhodnutí Ministerstva vnitra ČR ze dne 31. ledna 1994 byla založena mezinárodní nevládní organizace Světový svaz sokolstva.

## Historie

### Jahn a němečtí turneři
Friedrich Ludwig Jahn (1778–1852), přezdívaný Turnvater („otec cvičitel“) Jahn, se věnoval studiu teologie, německého jazyka a studiu pedagogických zásad Johanna Heinricha Pestalozziho a Johanna Christopha Friedricha GutsMuthse. Se svým spolupracovníkem Ernstem Eiselenem publikoval roce 1816 zásadní dílo německého tělocviku Die deutsche Turnkunst („Německé tělocvičné umění“). Brzy poté se myšlenka turnerského hnutí šířila po celém Německu. Základní myšlenkou Jahnových turnerů bylo sjednotit obyvatele jednotlivých německých států, posílit jejich národní sebevědomí a vytvořit základ německé armády. Během Napoleonských válek mnoho turnerů bojovalo na straně Pruska. V roce 1847 existovalo na území Německa kolem 300 turnerských spolků se 120 000 členy. Po Metternichově pádu došlo v habsburské monarchii k nové vlně zakládání. V roce 1845 byl založen DT v Salcburku, Bregenzu, Dornbirnu, Innsbrucku, Riedu, v roce 1848 ve Vídni a v roce 1849 v Aši. Jako první německý tělocvičný spolek po nevydařené revoluci z let 1848/49 byl v Rakousku-Uhersku úředně schválen 1. června 1861 „Erster Wiener Turnverein“. V roce 1868 se podařilo ve Výmaru založit zastřešující organizaci „Německé turnerstvo“ (Deutsche Turnerschaft), které sestávalo z 15. krajů (Turnkreis). Německé turnerstvo zastřešovalo i turnerské spolky na území Čech, Moravy a Slezska.

### Česko-německá cvičení vPraze
První pokus o společná cvičení na území Čech se objevil v roce 1837 v Jablonci pod vedením akademického malíře Kajetana Jäckla. Před revolučním rokem 1848 se o založení českého tělocvičného spolku pokoušeli pražští studenti v roce 1847 (Akademický tělovýchovný spolek), který byl navštěvován českými i německými studenty. Od roku 1843 fungoval na Malé Straně zásluhou zemských stavů privilegovaný tělovýchovný ústav podle soustavy Friedricha Ludwiga Jahna vedený berlínským učitelem tělocviku Rudolfem Stephani (Stephany), navštěvovaný jak českými, tak i německými cvičenci. V roce 1844 uspořádal Stephani se 100 cvičenci první veřejnou tělocvičnou slavnost. K jeho žákům patřil v letech 1844–1845 Friedrich Emmanuel Tirsch/Miroslav Tyrš. Stephaniho po jeho odchodu vystřídal učitel tělocviku Friedrich Gustav Stegmeyer a posléze Jan Malýpetr.
Jan Malýpetr se stal roku 1849 na staroměstském gymnáziu v Praze prvním českým učitelem tělesné výchovy, kde byl Tyrš jako student podruhé konfrontován s tělovýchovou. V roce 1851 zřídil Malýpetr tělovýchovný ústav, který již Miroslav Tyrš aktivně navštěvoval. Po roce 1848 se rozběhla také společná cvičení Čechů a Němců v ortopedickém ústavu dr. Ferdinanda Schmidta na Václavském náměstí č. p. 780. Zde také započal Tyrš v roce 1856–1857 svoji tělovýchovnou dráhu placeného skupinového cvičitele (Turngruppenleiter). Oba ústavy cvičily podle tělovýchovy Friedricha Ludwiga Jahna a Ernsta Eiseleneho. Schmidtův ústav se stal kolébkou cvičenců německého spolku „Prager Deutsche Turnvereien“ a českého „Pražská tělocvičná jednota Sokol“.

### Založení Pražské tělocvičné jednoty Sokol

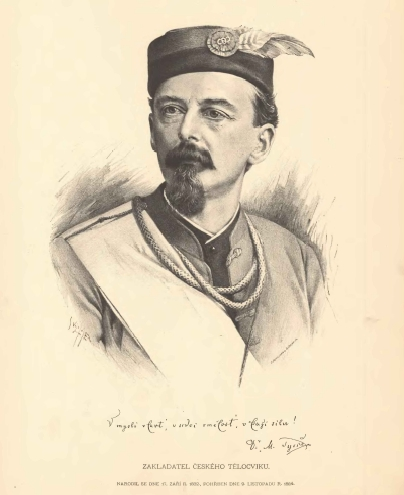
Miroslav Tyrš

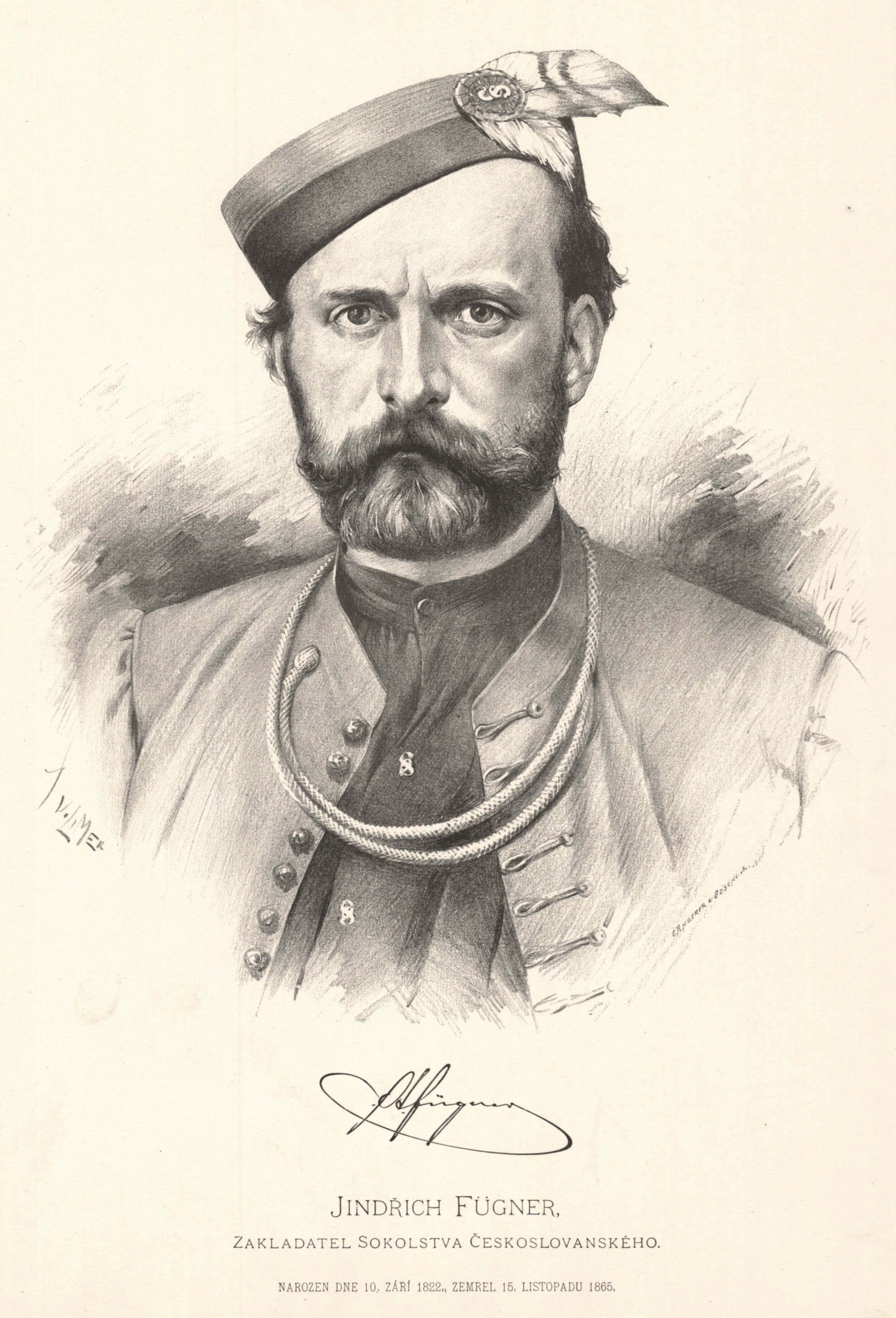
Jindřich Fügner

Zhoršující se zdravotní stav Ferdinanda Schmidta způsoboval odliv cvičenců a postupný úpadek ústavu. To byl také hlavní důvod, proč se čeští i němečtí nadšenci rozhodli pro založení vlastního utrakvistického tělocvičného spolku. Dne 29. července 1861 došlo ke konstituci přípravného výboru (obchodník Rudolf Müller, Dr. Cornelius Schäffner, účetní Josef Kutzer, bankovní úředník Theodor Chertek a prokurista Paul Stadler), který pro nedostatek financí požádal ředitele pražské bankovní filiálky „Kreditanstalt für Handel und Gewerbe“ Eduarda Seuttera von Lötzen o finanční podporu. Seutter byl svolný vznik spolku zafinancovat pouze v případě, že by se jednalo o spolek německý. Miroslava Tyrše takové chování pobouřilo a odmítl přeložit předložené německé stanovy do češtiny. Spor mezi českými a německými tělovýchovnými nadšenci nakonec vyústil v založení českého a německého spolku. Němečtí cvičenci ze Schmidtova tělovýchovného ústavu založili 16. ledna 1862 „Deutscher Prager Turnverein“ a po obdržení 950 zlatých spolek zahájil 1. března 1862 v tělocvičně v Bartolomějské ulici vlastní provoz.
Tyrš a Jindřich Fügner se chopili iniciativy a 16. února 1862 došlo v Malýpetrově tělocvičně české reálky v Panské ulici v Praze k založení českého spolku Tělocvičná jednota pražská se znakem sokola v letu. Jako předloha pro tvorbu spolkových stanov posloužily Tyršovi stanovy německého turnerského spolku Deutscher Prager Männerturnverein. Z toho důvodu byl také první název jeho obdobou (Prager Turnverein). Tyrš přidal do českých stanov šerm a k vycházkám do přírody zpěv. Teprve v roce 1864 došlo po úpravě stanov ke schválení spolku s novým názvem „Pražská tělocvičná jednota Sokol“. „Sokoly“ se členové spolku označovali až od roku 1870. Podle historičky Věry Olivové byl Tyršův záměr ve své základní podstatě téměř totožný se záměrem Jahnovým. U obou se objevovala za pomoci tělocviku a jeho veřejné prezentace snaha o sjednocení národa a vybudování národní uvědomělosti.
Vztahy mezi pražským Sokolem a pražským Německým tělocvičným spolkem se jevily nadále přátelské. Dne 25. února 1862 se Sokol zúčastnil turnerské výroční slavnosti, Sokol je na oplátku pozval na taneční zábavu na Žofíně, 13. července 1863 společně vyprovodili zemřelého pražského starostu na jeho poslední cestě, 22. května 1864 se delegace Sokola účastnila slavnosti svěcení nového turnerského praporu, na kterou dorazili i turneři z Říše. Černo-červeně-žlutou trikoloru německého Turnvereinu nahradila vlajka žluto-bílá. Na žluté straně byla vyobrazena spolková orlice a na bílé český lev v zeleném věnci s nápisem „Deutscher Turnverein. Prag 1862.“ DT z Berlína a Lipska přijal pak pozvání na veřejné cvičení Sokola. V roce 1870 sokolové turnery pro změnu žádali o radu ohledně financování nářadí (koz, koní a bradel) a jeho nákupu. I když počáteční kontakty postupně odeznívaly, Sokol činnost turnerů nadále sledoval, zejména průběh německých „turnfestů“.

### Počátky českého Sokola
Na vznik českého Sokola měli od samého počátku značný vliv zastánci českého národního uvědomění a radikální mimoparlamentní politici. Tento vliv byl nepřehlédnutelný i při prvním složení spolkového výkonného výboru. Na zakládající valnou hromadu se dostavilo 75 členů. Přestože byl starostou zvolen Jindřich Fügner a místostarostou (později náčelníkem) Miroslav Tyrš, ve výboru od začátku převažovali vlivní politici a národovci: mladočeši hrabě Rudolf Thurn-Taxis (zakladatel Hlaholu a mecenáš českého národního života), Emanuel Tonner (politik), MUDr. Eduard Grégr, JUDr. Julius Grégr (hlavní postavy Národních listů), Rudolf Skuherský (profesor a bojovník za zrovnoprávnění češtiny s němčinou), dále vlastenec Ferdinand Fingerhut (Náprstek) a JUDr. Tomáš Černý (politik a obhájce v politicky motivovaných trestních řízeních proti redaktorům Národních listů a Pokroku), kteří se snažili Sokolu vtisknout charakter nacionálního hnutí. Z dvanácti členů rady mohli prokázat tělovýchovné zkušenosti jen Miroslav Tyrš, Jan Kryšpín, František Písařovic a Tomáš Černý. U zrodu Sokola stáli i Josef Mánes, Jan Neruda, J. E. Purkyně či Karolina Světlá. Proto také, jak tvrdí sportovní historik PhDr. Marek Waic, „první veřejné vystoupení národní pouť na Říp (1862) zorganizované mladočechy za účasti Thurn-Taxisova Hlaholu mělo silný politický podtext. Tyrš s Fügnerem se museli na přání všech členů podvolit a zúčastnit“.
Cvičení Sokola pod vedením Tyrše a jeho cvičitelů se rozběhla v soukromém ústavu Jana Malýpetra, potom v budově Apolla v Ječné ulici a po výpovědi nájemní smlouvy v dubnu 1863 se Jindřich Fügner rozhodl zakoupit pro spolek parcelu, na které architekt Vojtěch Ignác Ullmann navrhl novorenesanční budovu tělocvičny. V prosinci 1863 byla tělocvična v Sokolské ulici čp. 1437 uvedena do provozu a Fügner uzavřel s výborem tělocvičné jednoty nájemní smlouvu o každodenním užívání od 18 hodin do půlnoci. Po své smrti ji pak Sokolu odkázal. Tyršova tělocvičná soustava vycházela z antiky, proto se také její součástí od počátku staly běh, skoky, hod diskem, hod oštěpem, box a zápas. V letech 1867–1869 přidal Tyrš soutěže v atletice (běh, skok do výšky, skok o tyči, skok do dálky) a ve vzpírání. Nářaďové cvičení přibylo až v roce 1871. V roce 1865 se objevilo u dvou jednot plavání, veslování a boxování, v jedenácti se zápasilo, sedm jednot zavedlo šermování a jedna se věnovala bruslení. Postupně přibyla střelba v pěti a jízda na koni. Značnou oblibu mělo úpolové cvičení. České tělocvičné názvosloví a tělocvičnou soustavu vydal Tyrš v roce 1873 v díle „Základové tělocviku“.

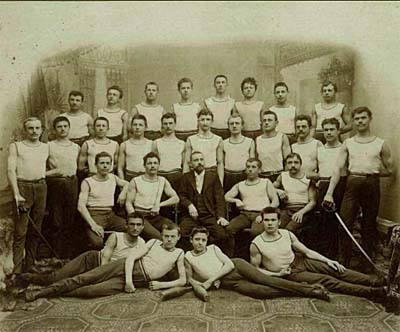
Tělocvičná jednota Slovan 1899

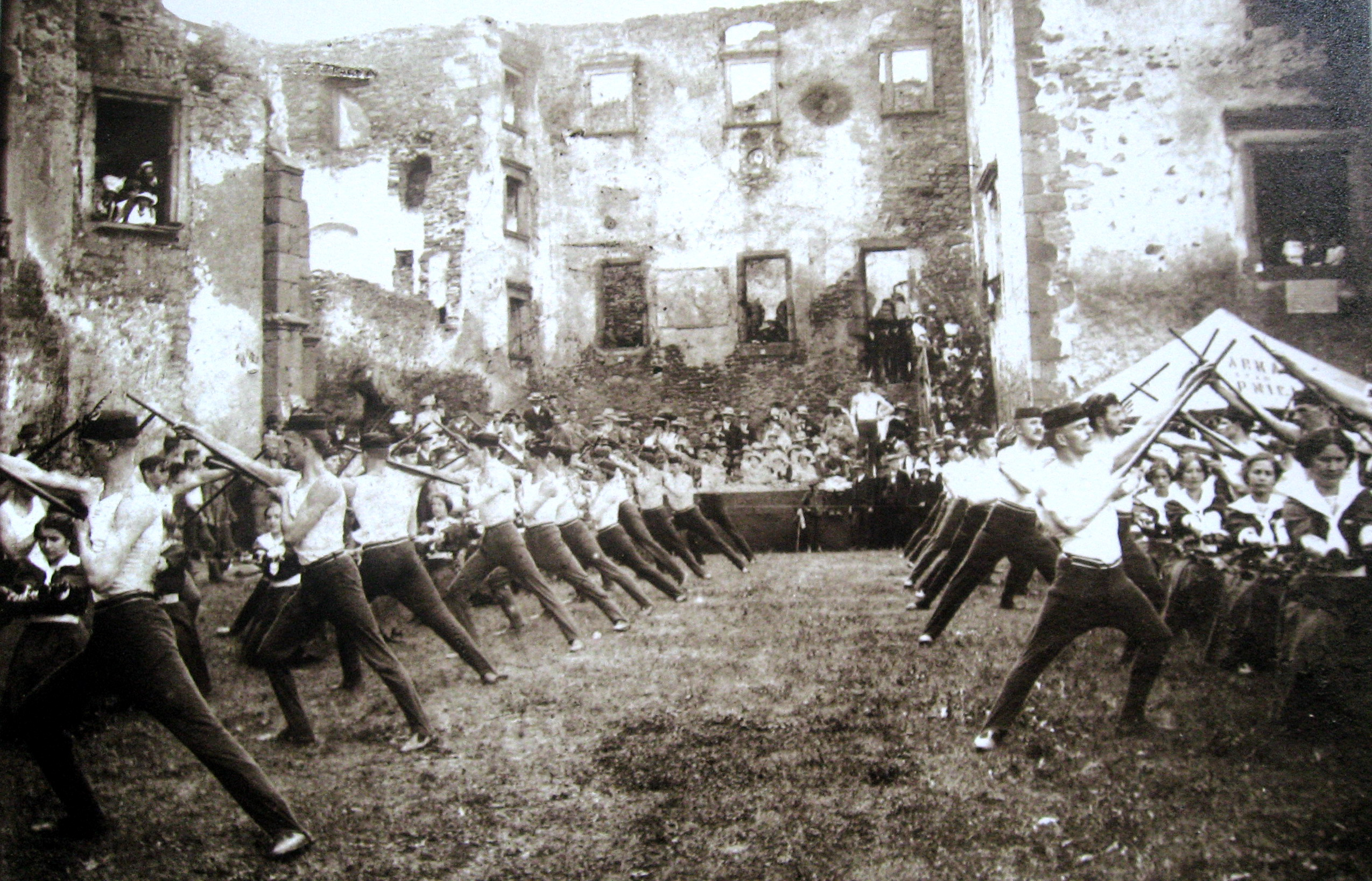
Cvičení Sokola na hradním nádvoří v Lipnici nad Sázavou před rokem 1913

Neoficiální sokolské ústředí „Sbor pro pěstování vzájemnosti tělocvičných spolků slovanských“ zahájilo činnost sice až v roce 1863, ale už od roku 1862 Tyrš při svých setkáních s cvičiteli inicioval i zakládání sokolských jednot v dalších městech, což odporovalo stanovám a Sokol se tak hned dostal do hledáčku rakouských policejních úředníků. Ještě tentýž rok vznikly jednoty v Jaroměři (1. červen 1862), Kolíně (25. červen 1862), Nové Pace (4. červenec 1862), Turnově, Příbrami (18. srpen 1862), Jičíně (5. listopad 1862) a v Kutné Hoře (1. prosinec 1862). V roce 1865 čítaly spolky celkem 1 949 členů. V roce 1867 už existovalo na Moravě a ve Slezsku 13 sokolských jednot. Jako první byl na Moravě založen Sokol v Brně (2. leden 1862), dále například v Olomouci (1869), ve Valašském Meziříčí (1864), ve Velkém Meziříčí (1868), Tišnově (1870), v Dačicích (1871), Hodoníně (1872), v Třebíči (1863, podruhé 1872, nakonec až 1882), ve Znojmě (1883), v Telči (1890), v Moravské Ostravě (1891), Jihlavě (1892), v Prostějově a ve Slavkově (1889).

### Tyršova idea brannosti
Za jeden z hlavních cílů považoval Tyrš vytvoření takové tělocvičné organizace, která by se mohla stát základem armády. Za výchovou dorostu stál předpoklad, že každý český muž do třiceti let bude branně připraveným sokolem. V tehdejších intencích Rakouska-Uherska nemohl sice ideu brannosti prezentovat okázale, ale o to více ji vyslovoval v souvislosti se sokolskými úkoly. Zrovna tak využíval celé řady symbolů, kterými prodchl nejen veřejná cvičení. V době prusko-rakouské války podal Miroslav Tyrš na valné hromadě 9. května 1866 návrh k zavedení branného výcviku a nabídl vládě vojenskou podporu, která se měla týkat ochranných hlídek bez účasti na bojích. Na začátku roku 1867 Sokol zřídil branný výbor a Tyrš výcvik rozpracoval do dvou etap: v zimním období (říjen–duben) probíhala teoretická výuka v pořadovém cvičení, v nauce o zbraních, v polním boji, ve stanování, v hlídkování a bezpečnostní službě, v letním období (květen–září) došlo na praktický výcvik ve střelbě, stanování, pochodování, pořadová cvičení a zacházení s bajonetem.
V roce 1867 požádal Tyrš na místodržitelství hraběte Lažanského o zřízení vojenských jednotek k obraně státní hranice. Císařská vláda nezpochybnila loajalitu českého spolku Sokola, ale na zřízení sokolského vojska nereagovala. Zdůraznila, že si váží nabídky bránit monarchii se zbraní v ruce, a poděkovala za vzornou službu sokolských hlídek, zejména za uchránění Clam-Gallasova paláce před rabováním rozlíceného lidu. V roce 1848 vypracoval Alvin Burian „Pravidlí vojenského cvičení“ s vojenskou terminologií. Tyršova vojenská terminologie „České velení a názvosloví vojenské“ (1867) vycházela nejen z momentální válečné situace, ale také z Jungmannova česko-německého slovníku, který už Burianovu vojenskou terminologii obsahoval. Ministerstvo zeměbrany vydalo na podporu střeleckého výcviku v roce 1909 „výnos o podpoře dobrovolné střelby“. Na to zareagovala ČOS v lednu 1912 žádostí u velitelství zeměbrany v Praze o propůjčení střelnice, střeliva a zbraní pro výcvik sokolstva, což bylo povoleno jak ČOS, tak i pražské jednotě. Branný výcvik probíhal až do vypuknutí války. Není tedy divu, že se branná zdatnost sokolů v bojích za první světové války prokázala. Tyršovo vojenské názvosloví převzala po roce 1918 Československá armáda.

### Hasičství a křesťanské tradice
Tak jako u německých turnerů, pod jejichž spolky vznikaly uskupení „Turner-feuerwehr“, docházelo také v českém Sokole ke slučování sokolství s hasičstvím. Zejména v době, kdy se v Sokole projevila krize a zájem o cvičení upadal. V roce 1868 schválil výbor pražského Sokola pod heslem „Kdo hasič, ten sokol“ hasičská cvičení do své činnosti. V roce 1875 bylo evidováno 71 sokolských jednot se 7 812 členy, z nichž cvičilo pouze 1 156 sokolů. Některé jednoty se v letech 1874–1876 přetvořily do spolků hasičsko-tělocvičných. Od roku 1876 vycházela v časopise „Sokol“ rubrika „Hasičství“. Miroslav Tyrš proti tomuto spojení později ostře vystupoval a v roce 1882 se hasičství od Sokola oddělilo. Zrovna tak jako turnerské spolky světily sokolské jednoty své prapory (90 %), účastnily se církevních slavností, procesí ve svátky Božího Těla a Vzkříšení, vítaly biskupy, světily své tělocvičny. Obrat nastal až za vlády Eduarda Taaffeho, po Badeniho volební úpravě a jazykových nařízeních, zejména po roce 1897. Jazyková nesnášenlivost, vyvolaná tím, že by se němečtí úředníci měli naučit češtinu, vyvolávala zejména v pohraničí agresivitu vůči českému obyvatelstvu. To se promítlo i do náboženských sporů. Náboženská nesnášenlivost sokolů nakonec vyústila v založení katolického tělovýchovného spolku Orla.
Dne 6. září 1883 světil „Sokol" v Chotěboři spolkový prapor a slavnostním řečníkem byl Frant. Lad. Rieger. Přirovnávaje ve své řeči Sokolství k rytířstvu pravil: „Nesmím pominouti i toho, že za povinnost křesťanského rytíře pokládali vřelou úctu k Bohu a že za víru i životy své v oběť přinášeli. V tomto duchu jevilo se starověké rytířstvo za nejušlechtilejšího rozvoje svého, a přeji si, abyste i Vy, jako praví, novověcí rytířové, tímtéž duchem byli vedeni a těchže šlechetných úkolů dbali. Kéž jako praví rytíři křesťanští v duchu nejslavnějších dob naší historie, všude stanete se zastánci pravdy.“

Roku 1871 účastnil se „Sokol" v Karlíně 900letého jubilea založení druhého katolického kostela v Čechách sv. Václava na Proseku. Téhož roku účastnil se „Sokol" z Dačic oslavy papežského jubilea, při čemž Sokolové nesli pochodně. Roku 1878 uspořádal „Sokol" v Něm. Brodě slavnostní pochodňový průvod na počest tam na visitaci meškajícího biskupa královéhradeckého. R. 1885 „Sokol“ z Chlumce n. Cidl. s praporem a v plném počtu účasten byl na mši sv. Po mši svaté byl prapor slavnostně církevně posvěcen. R. 1871 světili „Sokoli" v Brně s velkou církevní slavností svůj prapor, při tom mše sv. účastnil se s praporem „Sokol“ z Pardubic. R. 1882 účastnil se „Sokol“ z Pardubic církevního posvěcení tamní tělocvičny. R. 1882 „Sokol“ v Lomnici dal podnět ku slavné mši sv. na počest sňatku korunního prince Rudolfa a účastnil se jí se svým církevně posvěceným praporem. Téhož roku Sokol v Opočně účastnil se v plném počtu s církevně posvěceným praporem slavnosti vysvěcení katolického hřbitova u Opočna. R. 1876 „Sokol“ z Prahy byl ve chrámu Týnském na pohřbu městského radního Hanckeho. Dne 15. listopadu 1876 uctil „Sokol“ v Ml. Boleslavi památku úmrtí Fügnera mší svatou. R. 1885 „Sokol“ v Litomyšli uctil památku Tyršovu slavným rekviem. R. 1876 „Sokol“ v Jilemnici dal konati službu za Fügnera a zúčastnil se slavností velikonočních. R. 1872 pozval si týž Sokol na přednášku katolického kněze Škodu. R. 1871 „Sokol“ v Kundraticích postavil druhu Havlíčkovi pomník a dal ho církevně posvětiti a požádal za slavnostního řečníka místního faráře, atd.
Úryvek z článku Z letopisů sokolských. 

### Název, hesla a prapor
Tělocvičná jednota pražská obdržela později v roce 1864 na návrh Emanuela Tonnera nový název Sokol pražský. Dne 1. června 1862 předala v sále Apolla Karolina Světlá spolku prapor Sokola, dar českých dívek a žen, navržený Josefem Mánesem. Na bílé straně, olemované slovanskými motivy, Mánes umístil velký nápis Sokol. Druhá červená strana praporu nesla obraz bílého sokola v letu s heslem „Tužme se“. Spolek proklamoval rovnost, volnost, bratrství a Jindřich Fügner navrhl tykání a oslovení „bratře“. Původní pozdrav „Zdař Bůh“ byl v červnu 1862 nahrazen pozdravem „Nazdar“.
Tyrš a Sokol užíval již od svého vzniku různých citátů a hesel.
- Jedinec nic, celek vše!
- Ni zisk, ni slávu!
- Kde stanutí, tam smrt!
- Tužme se!

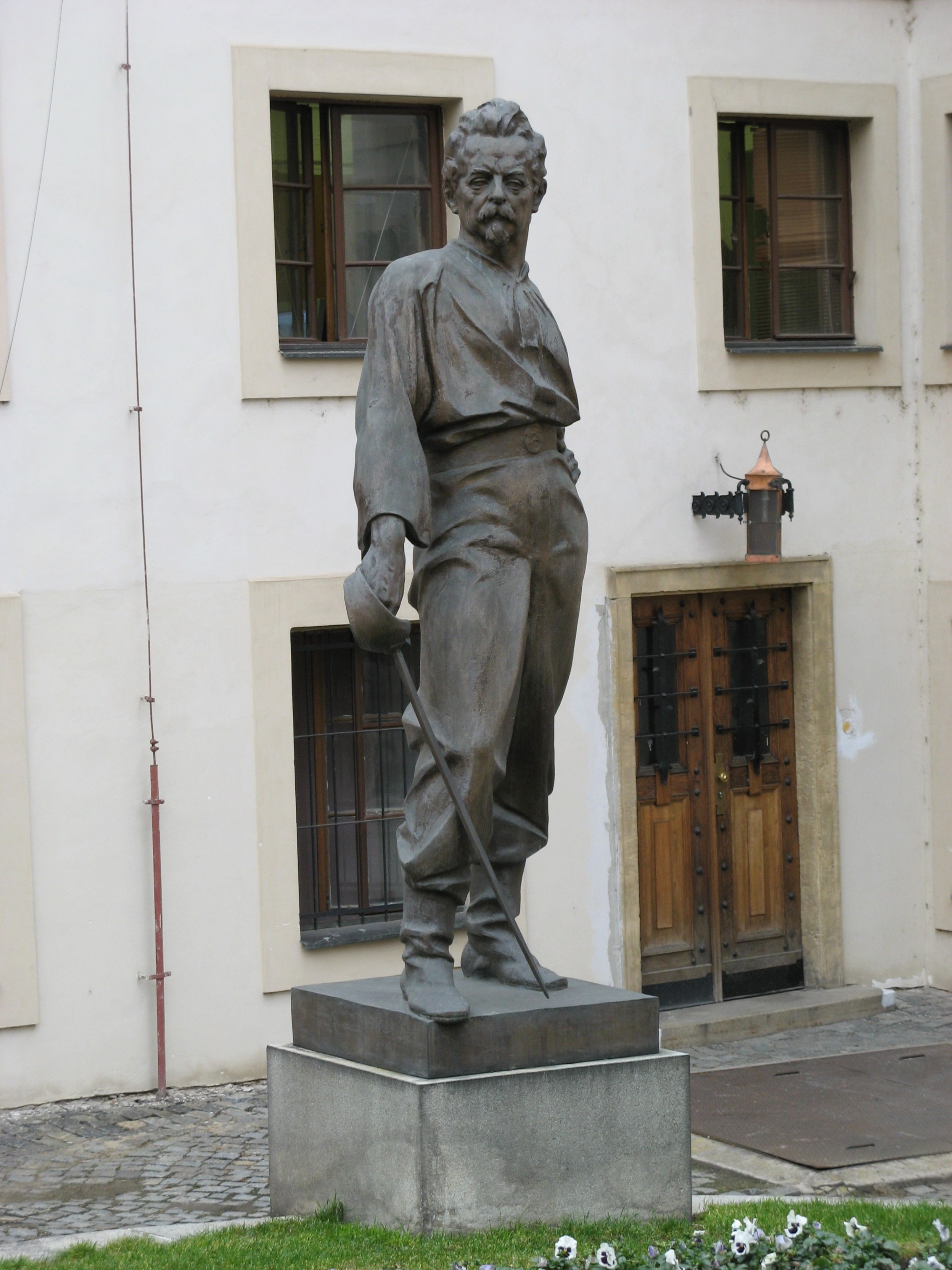
Miroslav Tyrš v sokolském kroji od sochaře Ladislava Šalouna 1926

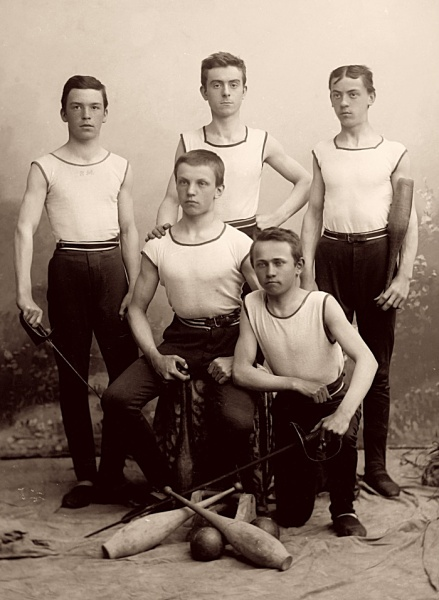
Sokolská mládež – cvičební úbor

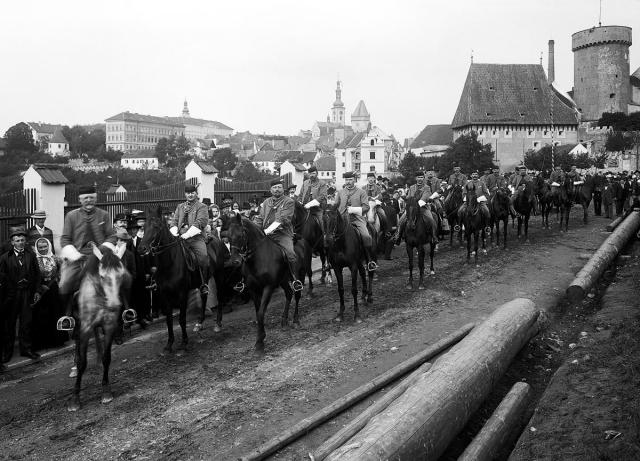
Sokolská jízda - Kotnov 1902

- Kupředu, (kupředu,) zpátky ni krok!
- Jen ruchem žijeme!
- Tam se svět hne, kam se síla napře!
- Věčný ruch, věčná nespokojenost!
- Co lid nezná, nikdo nezná, co lid nedoveď, nikdo nedoveď, co lidem se nestalo, nikým se nestalo!
- Ni zisku, ni slávy
- Za národ, drahou vlast
- V zdravém těle zdravý duch!
- Buďte věrni sobě, pravdě a spravedlnosti.
- Pravda vítězí!
- Silou lví, vzletem sokolím
- Vzhůru na svou stráž!
- Spějme dál, za sokolským praporem!
- Čechie, máti naše drahá
- Hoj vzhůru pestrý sokole

### Sokolský kroj
Sokolskou brannost prezentoval i všudepřítomný kroj: rudá garibaldovská košile, černohorská čapka bojovníků za svobodu anebo kajda, která připomínala kožený kabátec polských kozáků. Původní návrhy Josefa Mánese nahradily úpravy Františka Ženíška a Františka Kožíška.
Části kroje sokolského jsou:
- Čapka černá s pérem ne přes 16 cm dlouhým, nad levým okem ležatě připnutým červenou kokardou s monogramem sokolským.
- Kajda (kabát) a spodky jsou barvy šedé.
- Kajda má obyčejný střih vpředu zakulacený, v zadu se šůsky. Na prsou jest 13 šnůrek a knoflíčků čamarových. Kolem krku otočena jest pletená šnůra. Rukávy jsou opatřeny čtyřmi šnůrkami a knofličky. Na levé straně prsou na kajdě přišita jest červenobílá páska 7 cm, dlouhá a 2 cm. široká s nápisem sídla jednoty.
- Spodky jsou přiměřeně široké a zapadají, přehrnuty jsouce přes okraj, do botů
- Košile jest červená; znak to svobody.
- Střih košile jest tentýž jako při košili obyčejné. Kolem krku uvnitř límce nosí se límeček bílý, úzký a bez nákrčníku.
- Kolem pasu jest řemen černě lakovaný se sokolským monogramem.
- Boty buďtež lehké. Kdo nenosí bot, užívá holení, které dají se snadno k perkám připraviti * * * Členové v kroji za chladu nebo prachu nosívají též pláště bez rukávů, tak zvané haveloky sahající do polovice lýtek.
- Nošení svrchníků nebo vlněných pokrývek (plaidů) se nedovoluje.

Vzorné kroje sokolské, Věstník Sokolský

### Zavedení župního systému a centrální organizace
Základním nedostatkem sokolských jednot byla chybějící organizační struktura. V roce 1884 se konala regionální shromáždění, která se zabývala zavedením župního zřízení podle vzoru německých turnerů. Ještě téhož roku vznikly první tři župy v Čechách, v roce 1885 následovaly další čtyři a v roce 1889 už fungovalo deset žup. V roce 1901 vzrostl počet žup v Čechách na 25, na Moravě a Slezsku na 11, přičemž Praha a Vídeň tvořily samostatnou župu. Nové vesnické sokolské jednoty vznikaly jako sokolské čety pod patronací některé mateřské jednoty. Župní organisační systém se okamžitě odrazil na vzrůstající členské základně a počtu sokolských jednot. Pozitivní dopad na nárůst členské základny měla i nově zavedená přednášková činnost a vzdělávání cvičitelů. V roce 1889 se podařilo župy se sokolskými jednotami (Krkonošská župa, Podkrkonošská župa, župa Havlíčkova, župa Plzeňská, župa Podřipská, župa Fügnerova, župa Tyršova, Středočeská župa, Východočeská župa, župa Žižkova a Sokol pražský) zastřešit pod centrální organizaci „Česká obec sokolská“ (první starosta JUDr. Jan Podlipný), v roce 1892 vznikla centrální organizace „Moravsko-slezská obec sokolská“ a v roce 1904 se obě organizace spojily do „České obce sokolské“. V listopadu 1869 si ženy pod záštitou Miroslava Tyrše založily „Tělocvičný spolek paní a dívek pražských“ v čele se Sofií Podlipskou, ale na všesokolském sletu cvičily ženy teprve až v roce 1901. Na začátku 90. let 19. století se započalo v Sokole s tělesnou výchovou žactva a dorostu.

### Jízda sokolská
V roce 1880 přijel Tyrš v čele sokolů na bělouši k odhalení pomníku Mistra Jana Husa v Čáslavi (budova pro dobročinné účely). Roku 1891 na II. všesokolském sletu vystupoval už první jezdecký odbor v Praze, v jehož čele stál Otto Tille. Jezdecké odbory fungovaly pod jezdeckou župou sokolskou, která byla v roce 1910 přejmenována na Jízdu sokolskou. Jak před rokem 1910, tak i po válce existovaly jezdecké odbory i v rámci jednot, aniž byly součástí této župy.
Kroj se skládal se z čapky s pérem a růžicí s monogramem. Dále byla součástí kroje kajda, kalhoty šité podle vzoru jezdeckých kalhot, tzn. na knoflíčky k zapínání, na lýtkách úzké a naopak široké na stehnech. Další součástí kroje byl pásek s monogramem a vysoké jezdecké boty s rovnými ostruhami. Ke slavnostním příležitostem se užívaly bílé rukavice ze srnčí nebo jelení kůže a naopak k cestování se užívaly rukavice tmavé. Rákoska měla být hladká, bez ozdob a asi 70 cm dlouhá. Co se týče koňského postroje, i ten měl svůj povinný vzhled. „Ohlavec“ měl být tmavý z přírodní kůže, doplněný dvěma otěžemi. Čelenky musely být červenobílé se šikmým širokým pruhováním a sedlo hladké s plstěnou podložkou. Další součástí byla slavnostní červená pokrývka s našitými bílými monogramy Sokol.
Paměti jezdeckého odboru tělocvičné jednoty Sokol v Turnově

### Všesokolské slety

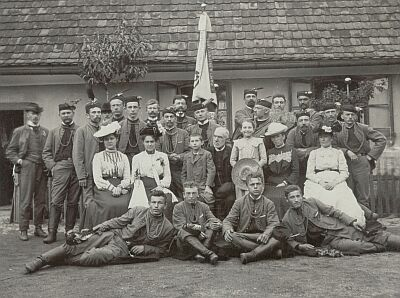
Sokol Kolín

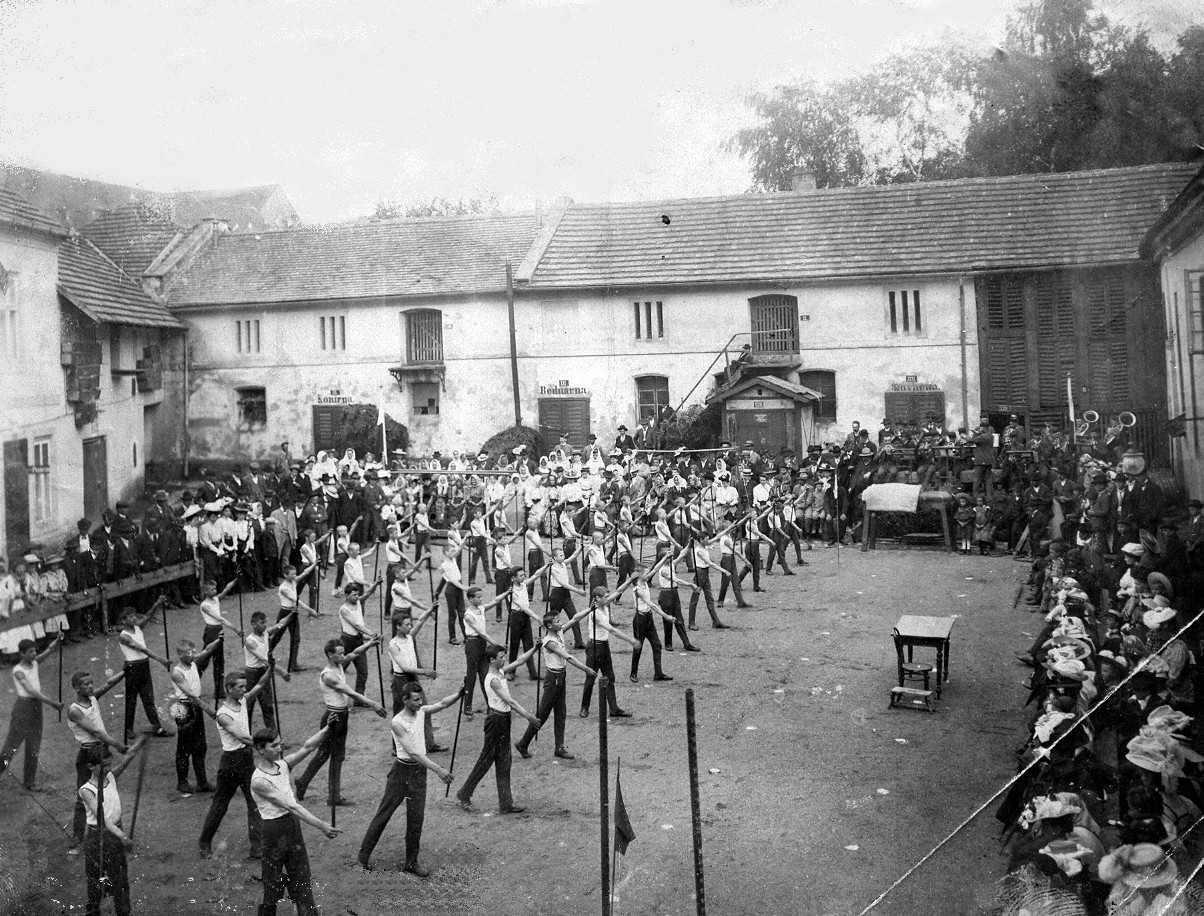
Cvičení Sokola Škvorec na dvoře pivovaru 1908.

Dne 18. června 1882 se konala na Střeleckém ostrově „Jubilejní slavnost Sokola Pražského“,, jejíž součástí byl i průvod Prahou. Slavnost se stala pro sokolské hnutí povzbuzením k další činnosti. Do začátku první světové války uspořádal Sokol šest sletů (1882, 1891, 1895, 1901, 1907, 1912). Druhý všesokolský slet, který měl proběhnout v Praze roku 1887, nebyl povolen v hlavním městě „Království“ a konal se v Českém Brodě se zahraniční účastí jako tzv. Americké hry (dny) před 40 000 návštěvníky. Významné byly i slety župní. Slet Sokolské župy prostějovské v červnu 1908, kam jen zvláštní vlaky dopravily přes 14 000 návštěvníků, zachytil na filmový pás Jan Kříženecký.

### Mezinárodní aktivity
V roce 1885 se Josef Scheiner vydal na slavnost Německého turnerstva do Drážďan. Od 8. do 9. června 1889 se sokolové účastnili (za značného zájmu rakouských úřadů) 15. francouzské tělovýchovné slavnosti v Paříži a mezi hostujícími soutěžícími obsadil Pražský Sokol (Bloudek, Březina, Fiedler, Hyánek, Hron, Pechan a Potůček pod velením Grumlíka) první tři místa. V roce 1892 Sokol navštívil Nancy, 1894 Lyon, 1895 Périgueux, 1900 Paříž, 1901 Nizzu, 1902 Le Mans a 1904 Arras.
Menší delegace českého Sokola hostovala 28. – 31. července 1889 na slavnosti Německého turnerstva v Mnichově, kde měli Kožíšek s Pechanem úkol porovnat organizaci Německého turnerstva a českého Sokola. Získané poznatky hodlal Sokol využít pro oživení Sokola. Z dalších německých návštěv lze jmenovat turnerské slavnosti: 1894 ve Vratislavi, 1898 v Hamburku, 1903 v Norimberku, 1908 ve Frankfurtu a 1913 v Lipsku.
Ani slovanské země nebyly zanedbávány. V roce 1888 to byla návštěva Lublaně, v roce 1892 se zúčastnili čeští sokolové oslavy k 25. výročí založení Sokola ve Lvově, 1897 směřovali do Celje, v roce 1903 opět do Lvova a 1904 do Lublaně. Představenstvo ČOS vysílalo také české cvičitele do Ruska, kde zastávali pozici učitelů na středních a důstojnických kadetních školách. Rusové pozvedávání slovanského sebevědomí skrze zakládání českého Sokola neměli zapotřebí a ani o něj zpočátku nestáli. Navíc Sokolu v Rusku konkurovali němečtí turneři. První sokolská uskupení proto vznikala mezi volyňskými Čechy.

### Sokol vzahraničí

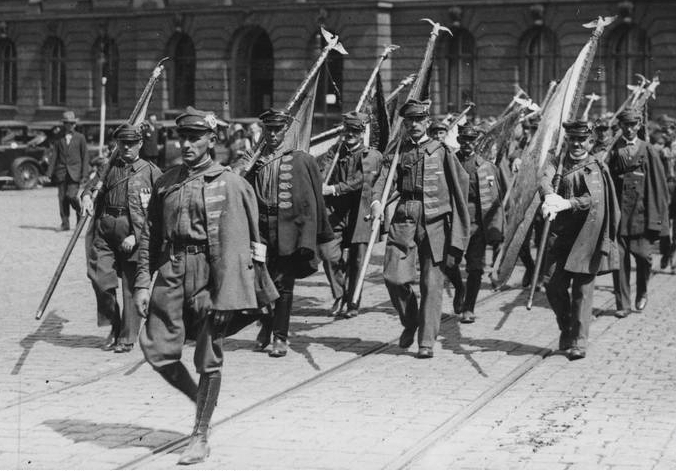
Sokol Poznaň

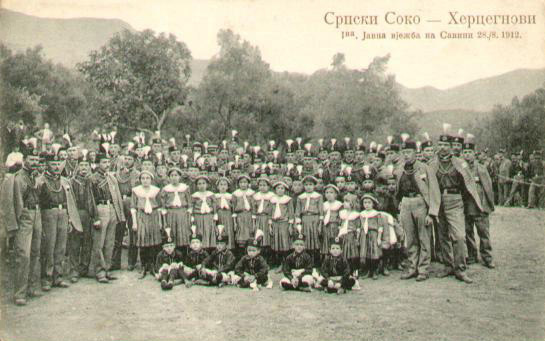
Srbský Sokol

Spojené státy americké patřily k prvním zemím, kde se české sokolské spolky úspěšně etablovaly. První sokolské jednoty zde zakládali čeští emigranti už na konci roku 1860. V organizačních záležitostech američtí sokolové české sokolstvo značně předčili a po zřízení centrální organizace zde fungovaly již v 70. letech 19. století čtyři župy. Župa východní se sídlem v New Yorku sdružovala 14 jednot ve městech: Baltimore, Bayonne N. Y., Morrisania N. Y., Newark, New-York L 1 City, New York 2-a, New Bedford Mass., Westfield Mass., Curtis Bay Mo., Philadelphia Pa., Patterson N. Y., New York a Long Island City N.Y.
Župa severovýchodní s centrem v Clevelandu měla 7 jednot ve městech: Cleveland O., Detroid Mich., Lorain O. a Allegheny Pa. Město St. Louis se stalo centrem župy střední s 12 jednotami ve městech: Chicago, Chicago III. Town of Lake, Manitowoe Wis., Milwakue Wis., St. Louis Mo., St. Louis Monnt Pleasant Mo., East St. Louis Mo. a Cedar Rapids Ja. Župa západní se střediskem v Omaze uváděla v roce 1907 17 jednot ve městech: Abic Neb., Black Wolf Kansas, Wilson Kansas, Bruno Neb., Crete Neb., Milligan Neb., Omaha, Plattsmouth Neb., Schuyler Neb., So Omaha Neb., Wilber Neb., Clarckson Neb., Dodge Neb., Brainard Neb. a Howells Neb. Roku 1917 se ustanovila Americká obec sokolská.
V Německém císařství založila česká menšina první Sokol v roce 1889 v Drážďanech. Následovaly sokolské spolky v Hamburku (1891), Lipsku (1892), v Berlíně (1893) a Norimberku (1898), Turnverein „Jungmann“ v Pirně (1903), Turnverein „Slovan“ v Mnichově (1892) a Turnverein „Pokrok“ v Augsburgu. Ve dnech 29. a 30. května 1898 se konala v Berlíně na Wilhelmstraße slavnost k 5. výročí založení českého Sokola, které se účastnili zástupci z Vídně, Liberce, Prahy, Lipska a Drážďan. K 10. výročí založení berlínského Sokola se konala slavnost ve dnech 31. května a 1. června 1903.
V roce 1863 vznikly první sokolské spolky v Polsku, Chorvatsku, Srbsku a Slovinsku (Lublaň 1863 „Južni Sokol“, později „Ljubljanski Sokol“, Lvov 1867, Záhřeb 1874, Bělehrad 1891, Poznaň 1893), v roce 1866 v Rakousku (Vídeň 1867) a o rok později ve Švýcarsku, od roku 1870 zakládali čeští cvičenci Sokoly v Rusku (Tbilisi 1898), rok 1879 odstartoval zakládání Sokola v Bulharsku (Sofie 1879), 1889 v Německu, 1891 ve Francii (Paříž), 1896 v Uhersku, 1903 v Anglii, 1908 v Argentině a 1910 v Dánsku. Poslední Sokol před první světovou válkou byl založen v roce 1911 v Kanadě. Polský Sokol se ale od panslavistické myšlenky distancoval (Listopadové povstání a Lednové povstání) a šel vlastní cestou. Z tohoto důvodu se také haličtí sokolové odmítli účastnit prvního všeslovanském sletu v roce 1907 a společně s rusko-polskými a slezskými Sokoly zaměřili pozornost na polské tělovýchovné setkání ke 40. výročí haličského Sokola 29. – 30. června 1907 ve Lvově. V roce 1908 se za starosty ČOS JUDr. Josefa Scheinera čeští sokolové připojili ke „Svazu slovanského sokolstva“ a v roce 1910 sdružil „Svaz ruského sokolstva“ spolky v Oděse, Moskvě a Tbilisi. Na 1. sjezdu ruských
sokolských organizací z Československa a Jugoslávie byl v prosinci roku 1923 v místnosti pražského Sokola založen Svaz ruského sokolstva v zahraničí.

## Konkurenční spolky
Po roce 1897 se Sokol začal vymezovat zejména vůči rakousko-uherským úřadům, německým spolkům a pod parolou českého nacionalismu sílil i sokolský antiklerikalismus. V roce 1897 se oddělila Dělnická tělocvičná jednota. V roce 1909 se tělocvičné odbory při katolických organizacích sdružily pod křesťansko-sociální organizací Orel. Dalším spolkem, vůči kterému se sokolové vymezovali, bylo komunistické křídlo, které se roku 1921 oddělilo od Dělnické tělocvičné jednoty a konstituovalo vlastní Federaci dělnických tělocvičných jednot. Ze Skautingu, který patřil zrovna tak k sokolským rivalům, se v roce 1926 názorově oddělili Spartakovi skauti práce. Naopak přátelský vztah udržovali sokolové s dělnickými tělovýchovnými jednotami DTJ. Jejich později vytvořený svaz Dělnické tělocvičné jednoty evidoval v roce 1919 již 900 jednot se 122 000 členy. Poměrně podobný vztah udržoval Sokol s agrární Selskou jízdou. Samozřejmě kladné vztahy pěstoval s Československou obcí legionářskou a dalšími legionářskými organizacemi. Německé obyvatelstvo se sdružovalo nejprve v turnerských svazech Deutscher Turnerbund a Turnkreis Deutschösterreich. Po roce 1918 založili turneři žijící v Československu svaz Deutscher Turnverband.

## Sokol vdobě první světové války
| „                                                                    | Každý československý legionář dobře ví, že sokolstvo u nás vytvořilo onen silný mravní a fyzický základ, na němž bylo možné vytvořit bezpečnou a účinnou brannou organizaci našeho revolučního hnutí za hranicemi, naše legie... | “ |
| — podplukovník Rudolf Medek při VIII. všesokolském sletu v roce 1920 | |   |

Rakousko-uherské úřady před válkou činnost Sokola neomezovaly. Všechny veřejné akce a výlety musely sice jednoty předem hlásit u příslušných okresních hejtmanství, ale tak činily všechny spolky, včetně německých. Na každém policejním povolení se uvádělo: „Podotýkám, že při výletech těch veřejné a politické řeči míti dovoleno není.“ Policejní hejtmanství zakazovalo z obavy před nepokoji většinou výlety do oblastí s německy hovořícím obyvatelstvem. Po vypuknutí války narukovalo mnoho sokolů do armády. V sokolských jednotách zůstali jen starší muži, ženy, dorostenci a žáci. Ústředí ČOS si uvědomovalo, že za podporu monarchii nepřátelským Jihoslovanům se Sokol dostane do hledáčku rakouských úřadů. Svoji loajalitu Rakousku-Uhersku se snažil dát najevo zapůjčením sokoloven pro vojenské lazarety Válečnému pomocnému komitétu, pečováním dámského odboru o raněné vojáky v lazaretech a přípravou mládeže pro vojenskou službu. I když došlo v souvislosti s Maffií 24. listopadu 1915 z výnosu rakousko-uherského c. k. Ministerstva vnitra čís. 25037 ve smyslu § 24 a 25 odst. I zákona z roku 1867 k rozpuštění sokolského ústředí ČOS, činnost sokolských jednot jako samostatných právních subjektů pokračovala. Řízení převzal časopis Sokol. Ostražitost monarchie se brzy ukázala jako opodstatněná. Roku 1914 tvořili sokolové ve Francii významnou část české vojenské skupiny Nazdar, která se stala součástí francouzské (marocké) cizinecké legie. Rota, v níž působil i František Kupka, vybojovala 9. května 1915 památnou bitvu u Arrasu. Mnoho sokolů se angažovalo v československých legiích, do který se snažili vnést sokolskou disciplínu, oslovení „bratře“ a sokolský pozdrav „Nazdar“.

## Sokol za 1. republiky
Sokolská jednota fungovala v letech 1918–1920 také jako polovojenský sbor a v prvních dnech po převratu sehrál Sokol jednu z nejvýznamnějších rolí. I když byla spolupráce Sokola a Ministerstva národní obrany oficiálně potvrzena zákonem o vzniku sokolských stráží až v roce 1919, vlastnili sokolové zbraně již mnohem dříve. V září 1918 se konala tajná porada starostů pražských jednot, na které se probírala možnost brzkého převratu a zapojení Sokola. Ten byl znovu obnoven v podvečer 28. října 1918. Vedení ČOS ustanovilo 28. října 1918 „Ústředí sokolské stráže“ a ještě ten den se po dohodě s DTJ, studentstvem a pražským policejním ředitelstvím zakládaly po celém území Čech a Moravy „Národní stráže“. Členové katolického Orla do Národních stráží nebyli připuštěni. Starosta ČOS Josef Scheiner se stal členem Národního výboru a v listopadu 1918 byl jmenován vrchním správcem Československých vojsk (od 1. ledna jejich generálním inspektorem). Členové Sokola se podrobovali zdravotním prohlídkám a někteří podstupovali dobrovolný vojenský výcvik. Sokolové měli v nové republice demonstrovat: „…železnou ukázněnost a pohotovost před celým světem a hlavně před nepřáteli našimi a před nepřáteli naší svobody a republiky…“

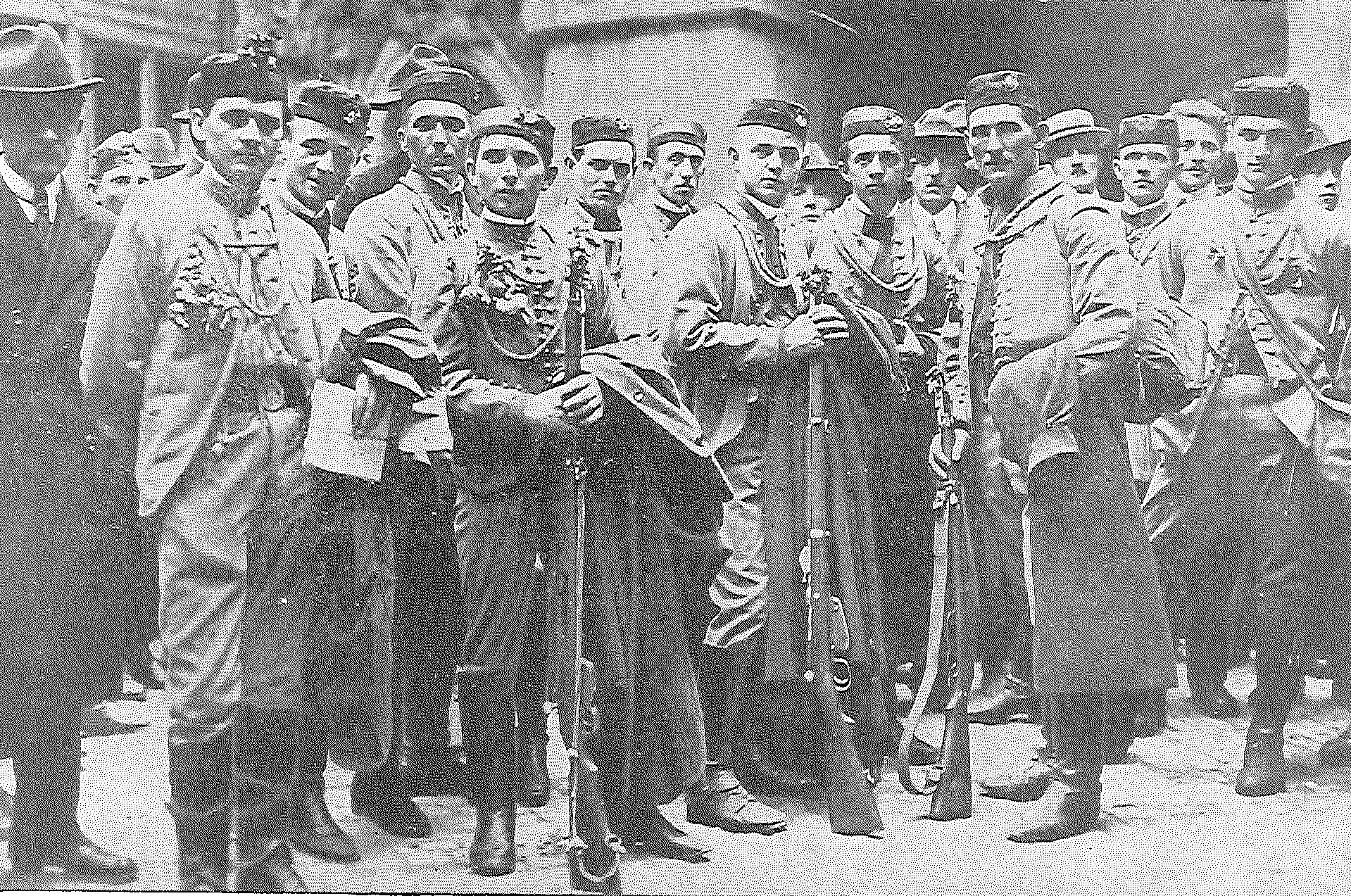
Ozbrojení Sokolové ve službě při vzniku samostatného Československa.

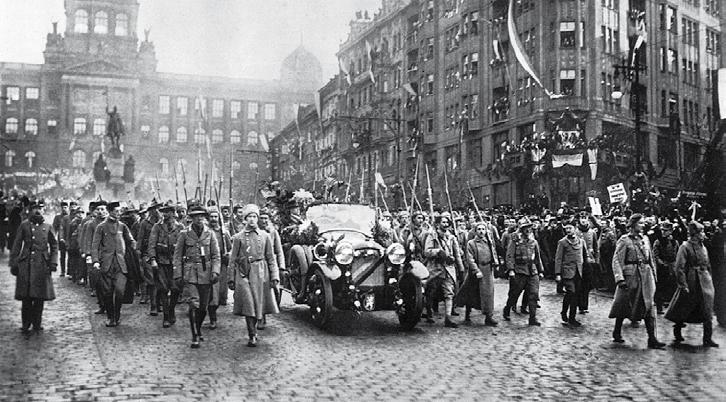
Legionáři a Sokolové při návratu prezidenta Masaryka do Prahy

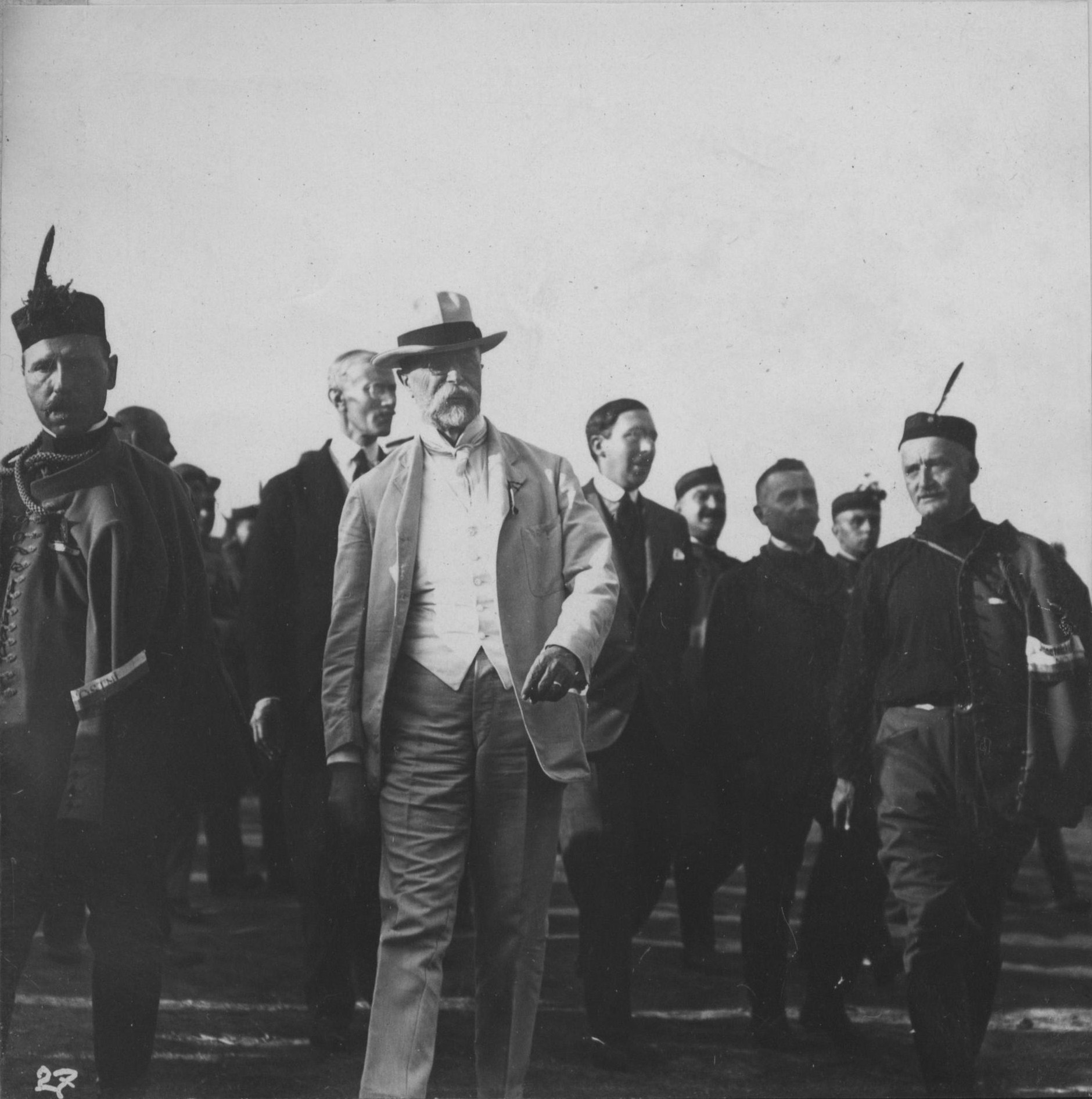
S Masarykem 1920 na sletu

Příslušníci zaniklé habsburské armády museli po svém návratu domů absolvovat tzv. odrakouštění v přejímacích (karanténních) táborech (České Budějovice, Pardubice, Choceň, Uherské Hradiště, Znojmo, Hranice a tábor v Srbsku) a politicky podezřelí podstupovali až šestiměsíční internaci. Čerstvě vzniklá čs. vojenská správa ponechala v činné vojenské službě pouze vojáky s česko-slovenským občanstvím (ročníky 1882–1898), sepsala mužstva ročníků 1873–1900 a zbytek demobilizovala. Sokolové nahrazovali propuštěné rakouské vojáky a vstupovali do řad nově se transformující Československé armády. Samostatné sokolské roty, vzniklé v listopadu 1918 v Nymburce, Jaroměři, Železném Brodě a Klatovech, odjely na Slovensko.
Na přelomu let 1918–1919 musely i stovky již demobilizovaných ročníků znovu nastoupit do činné služby. Společně s dobrovolníky z řad Sokolů, DTJ a Čs. obce střelecké, ze kterých se utvořily čtyři pluky Stráže svobody, likvidovali odpor v pohraničních oblastech (Deutschböhmen, Deutschsüdmähren, Sudetenland a Böhmerwaldgau), zejména v městech Liberec, Most, Opava a Znojmo. Sokolové hlídali vlaková nádraží a projíždějící vlaky, zabavovali zbraně, konali strážní službu ve vojenských kasárnách a pevnostech, zabezpečovali sklady potravin, surovin a jiných objektů a bránili rabování a krádežím.
Vznikaly i dobrovolnické útvary Národních brigád, Národní stráže, účelově zřízené oddíly nádražní stráže apod. Některé z nich však musely být okamžitě rozpuštěny pro svoji neschopnost plnit svěřené úkoly, úpadek morálky a kázně spojené s projevy drancování, organizovaných krádeží a násilností vůči obyvatelstvu...Československé republikánské vojsko, později označované jako domácí vojsko, složené převážně z vládou opovrhovaných „austrijáků“, střežilo důležité objekty, zabraňovalo krádežím, výtržnostem, lynčování a udržovalo spolu s bývalým c. k. četnictvem pořádek nejen v pohraničí... Jak dokládají zápisy zemských vojenských velitelství v Praze, Brně a Košicích, vždy šlo o případy rabování, osobního obohacování, projevy agrese a násilností proti nečeskému a židovskému obyvatelstvu. Objevovaly se případy znásilňování, ničení soukromého majetku a výtržností, způsobené v opilosti se zbraní v ruce. Přesným opakem byly strážní jednotky složené z příslušníků Sokola a DTJ, které se vykazovaly příkladnou kázní, disciplínou, organizovaností, a i když neměly frontové zkušenosti, byly platnou pomocí.
Mucha Vladimír
V lednu roku 1919 společně s vojáky bývalé monarchie hájili hranici v boji s Poláky na Těšínsku, Oravě a Spiši. Bratislavský župan Samuel Zoch (1882–1928) si v únoru 1919 vyžádal na ČOS 2000 sokolů, kteří měli pomáhat při převzetí moci nové vlády. Nakonec na Slovensko odjelo 2500 sokolů a 1. pluk Stráží svobody. Po vyhlášení Maďarské republiky rad nařídila Česká obec sokolská všeobecnou mobilizaci a 20. června bylo 86 000 sokolů odvedeno, 35 000 nastoupilo vojenský výcvik ve zbrani. Odmítnutí vojenské služby se trestalo vyloučením ze Sokola. Již 5. června odcestoval na Slovensko první sokolský oddíl a 10. června následoval druhý. V polovině srpna se sokolské prapory vracely ze Slovenska, kde zůstaly do začátku října jen pluky Stráže svobody. Velká část sokolů zakotvila po první světové válce v četnické státní službě. Po roce 1920 již fungovaly nové ozbrojené složky, takže sokolstvo muselo zbraně odevzdat vojenským posádkám. Na podzim roku 1922 došlo k ukončení činnosti sokolských branných čet.

### Situace členské základny vmeziválečném období a český nacionalismus
| Rok   | 1913 | 1923 | 1926 | 1929 | 2002      |
| ----- | ---- | ---- | ---- | ---- | --------- |
| Členů | 194  | 603  | 546  | 629  | 185 tisíc |

Do Sokola se hlásili především drobní živnostníci, úředníci, rolníci a nebo místní honorace. Žadatel musel projít zkušební dobou, během které se sledovalo s jakou pravidelností navštěvuje cvičení. K dalším povinnostem patřila účast na ideovém školení. Žadatelé se museli zavázat nejen k povinnému odběru sokolského periodika, ale také k jeho četbě, zájemci do 36 let také k povinnému cvičení. Prošel-li budoucí sokol kladně zkušební lhůtou a složil-li ideové zkoušky, mohl přistoupit ke složení sokolského slibu. Teprve pak se stal právoplatným sokolem, mohl nosit sokolský kroj, zúčastňovat se členských schůzí a valných hromad, volit a být volen.
Důležitou podmínkou členství byla mravní bezúhonnost a zachovalost. Čím se však Sokol nelišil od německého spolku Deutscher Turnverband byl požadavek na příslušnost k určitému etniku. Němci prosazovali původ „árijský“, Sokol příslušnost k „československé“ nebo jiné slovanské národnosti. Podobně přistupoval i k otázce židovské. Tak např. v roce 1919 dostal Sokol v Libochovicích zvláštní přípis od výboru České obce sokolské, která sice Židům členství povolila, ale jen pod podmínkou, že se přihlásí k české národnosti. Stejné rozhodnutí padlo i v případě jiného Žida, který byl členem židovského tělovýchovného spolku Makabi. Župa Podřipská přijetí z důvodu členství v židovském sportovním spolku nedoporučila. V Polici u Jemnice přebudovala sokolská jednota v roce 1919 místní synagogu na sokolovnu.
V meziválečném období byl Sokol konfrontován s nezájmem ve vlastních řadách. Jednatelské zprávy neustále poukazovaly na neúčast, slabý odběr a četbu sokolského tisku nebo nezájem o cvičení: „...většina nedělá nic, jen zaplatí členský příspěvek...“ Dalším běžným jevem byla nekázeň dorostenců v sokolovnách, kterou vedení vyřešilo povinným dozorem členy výboru. V letech 1920–1923 probíhaly očistné akce a došlo na vyloučení zejména mladších sokolů, u kterých byla zaznamenána pravidelná absence nebo neomluvená neúčast na nově zavedených povinných ideových přednáškách. Nelibost vzbuzovaly u cvičenců také ideové proslovy „před šikem“. Sokolská jednota v Libochovicích uvádí: „Pozvolný úpadek zájmu o sokolskou ideologii je charakteristický pro celé období meziválečného Sokola.“

### Tělovýchovná a turistická činnost
ČOS pořádala, i přes značnou pasivitu členské základny, mnoho tělovýchovných, sportovních a kulturních akcí, které završovala oblíbenými všesokolskými slety. Zpravidla je však organizovali stále stejní členové, často sokolští funkcionáři. Za první republiky se podařilo zorganizovat čtyři všesokolské slety (VII. až X. v letech 1920, 1926, 1932 a 1938), v jejichž režii se konaly rozestavné běhy (štafety) s předáváním sletového poselství (1926, 1932, 1938), Středoškolské hry (1920, 1926, 1932, 1938), lyžařský závod v Jilemnici (1926), sokolská slovanská škola v Praze (1927), maratonský běh Praha-Lány (první v roce 1930), Zimní sletové hry v Tatrách a Krkonoších (1932, 1938), Dny školní mládeže, žactva, dorostu (1932), Den žactva pražských národních škol, první sokolský slet žactva (1938), IX. závody Mezinárodní tělocvičné federace 1938 (Fédération Internationale de Gymnastique), přebor Svazu slovanského sokolstva (1932), společný přebor ČOS a Svazu slovanského sokolstva (1938), Vojenské odpoledne (1938), III. mezinárodní tělocvičné závody žen (1938), Mezinárodní tělovýchovný kongres (1938). S nástupem sportu přibývala hřiště, letní cvičiště, sportovní dráhy, stadiony (např. 1926 Strahovský stadion). Na rozvíjející se turistiku a na zájem mládeže o pobyty v přírodě reagoval Sokol výstavbou nocleháren pro sokolskou mládež a zakládáním turistických stezek. Roku 1929 byla otevřena sokolská turistická chata na Černé hoře v Krkonoších. Během stavby zde byla odzkoušena pomocná vojenská lanovka. Pod vlivem trampského hnutí a skautingu zařadil Sokol do programu i táborové pobyty v přírodě tzv. tábory a osady mládeže. První tábor dorostenek pod hlavičkou ČOS pořádala Marie Provazníková ve Stříbrné Skalici v létě 1925.

### Sociální a kulturní činnost

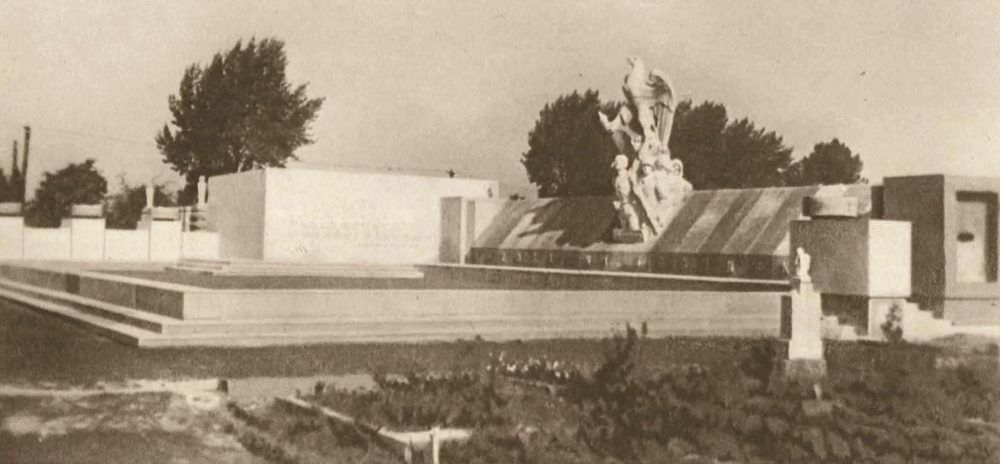
Pomník padlým za Těšínsko v Orlové z roku 1928

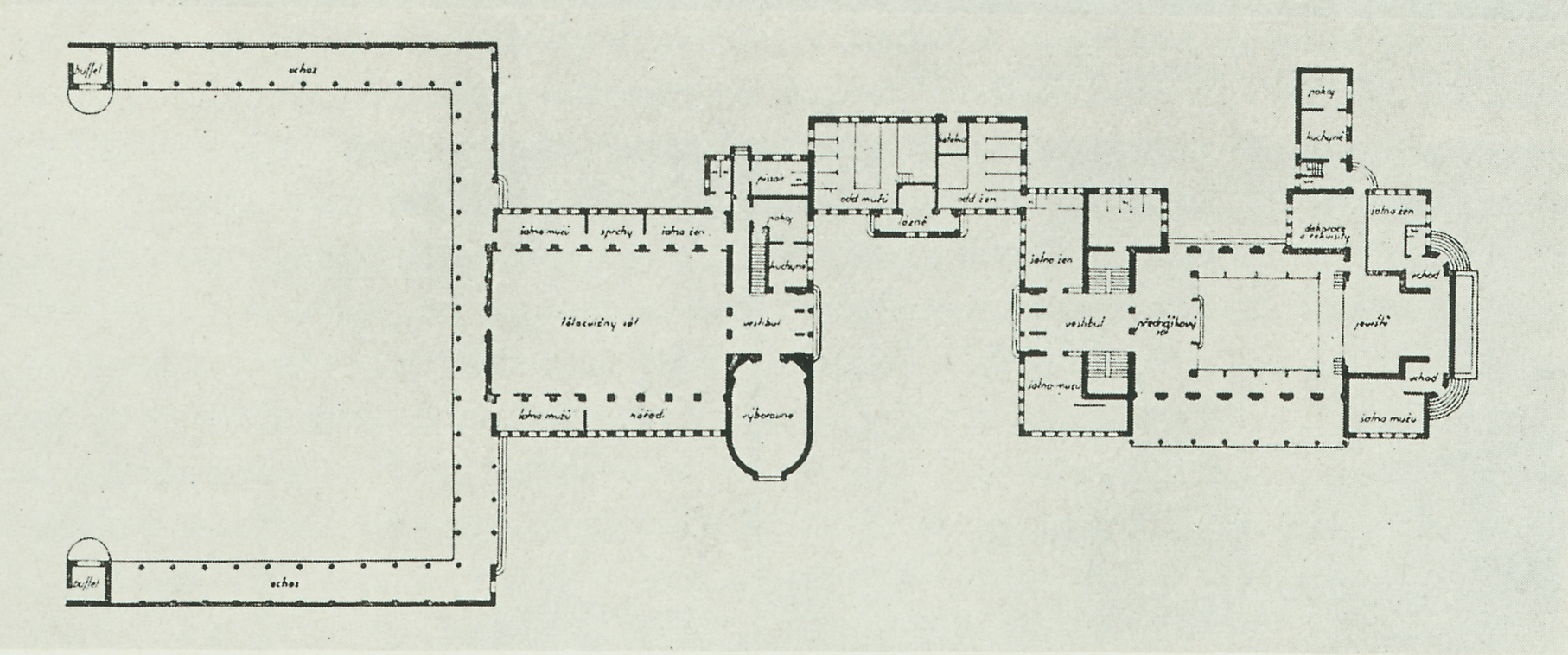
II. projekt sokolovny v Holicích z let 1910–1911 (realizována pouze levá část) od architekta Otakara Novotného

Po válce 2. února 1919 byla ustanovena daň na podporu sokolů, kteří se z válečných důvodů dostali do pracovní neschopnosti. V roce 1922 založila ČOS „Fügnerův fond na podporu zestárlých a potřebných Sokolů“ a vyzvala členskou základnu k pomoci nezaměstnaných sokolů či strádajících sokolských rodin. Pořádala také prázdninové pobyty dětí ze sokolských českých rodin z pohraničí a ciziny v českých rodinách ve vnitrozemí. V Sokolském věstníku přibyla rubrika „Sokolský trh práce“ s inzercí nabídky a poptávky zaměstnání. V roce 1928 prominula ČOS nevýdělečným Sokolům placení příspěvků. Na konci roku 1927 se konala veřejná sbírka na lublaňskou sokolovnu a v dubnu roku 1928 na pomoc Bulharsku po zemětřesení. ČOS se podílela také na stavbách pomníků padlých z první světové války a zrovna tak se sokolové zúčastňovali pietních akcí (např. 1924 Spolek pro poctu padlých za Těšínsko).
Zejména na malých obcích rostl význam kulturní činnosti (taneční zábavy, plesy, koncerty a zejména ochotnické divadlo). Sokolovny propůjčené „Pomocnému úřadu válečnému“ přinesly v podobě státního finančního odškodnění značnou sumu do sokolských jednot. Ve 20. letech 20. století procházely stavebními úpravami a nová výstavba často spojená s architektonickými návrhy předních architektů reagovala na změny v tělovýchově. Sokolovny se tak staly kulturními centry s prostorami pro divadla, biografy a restaurace. V roce 1925 otevřel Sokol své nové sídlo Tyršův dům, kde byla zřízena cvičitelská škola ČOS pro týdenní až šestidenní kurzy sokolských cvičitelů. Do nového Tyršova domu putovalo i muzeum otevřené již 28. září 1920 v deseti místnostech smíchovské vily Na Santošce.

### Sokol a sport
Vzniku sportovních spolků a klubů se nemohl Sokol samozřejmě ubránit. Od roku 1860 fungoval v Praze „Anglický veslařská klub“ (Englischer Ruderklub) a od roku 1863 v Uherském Hradišti 1863 „Veslařský klub Morava“ (Ruderklub Moravia). Dne 15. listopadu 1867 se registroval „Eisclub Regatta“ (Lední klub Regatta), který se později nazýval „Vereinigter Eisclub und Ruderclub Regatta“ (Spojený lední a veslařský klub Regatta). Členy spolku byli jak Němci, Češi i Židé. Mezi českou členskou základnou se nacházeli i sokolové. Češi po nevydařeném pokusu strhnout vedení klubového výboru na svoji stranu nakonec založili vlastní český sportovní spolek „Český veslařský a bruslařský klub Praha“. V roce 1881 pak následoval český Cyklistický spolek Praha (Verein der Radfahrer in Prag), 1890 Lehkoatletický spolek Praha (Leichtathletikklub AC Prag) a s přibýváním sportovních spolků také vznik sportovních svazů.
Od založeného Českého olympijského výboru, potažmo olympijského hnutí a účasti jednotlivých sokolů na olympijských hrách se Sokol zpočátku distancoval (např. v roce 1900 Letních olympijských her v Paříži). V tomto postoji se plně shodoval s Německým turnerským svazem a vedení Sokola neoblomilo ani Tyršovo v roce 1869 vydané dílo „Hod olympický“. Situace se změnila až po první světové válce, kdy reprezentace československých sportovců nabrala na významu. Velký tlak na stanoviska Sokola vyvíjel i zájem mládeže o sportovní odvětví. V roce 1919 se stal Sokol členem Československého olympijského výboru, v roce 1920 se účastnilo celé sokolské družstvo letních olympijských her v Antverpách a umístilo se na 4. místě. Na olympijských hrách v Paříži v roce 1924 získali sokolové devět medailí (Bedřich Šupčík první zlatou olympijskou medaili za šplh na laně bez přírazu). Sokol Ladislav Vácha přivezl v roce 1928 z OH v Amsterodamu dvě stříbrné a jednu zlatou medaili, sokol Alois Hudec se stal v roce 1936 vítězem v gymnastice na OH v Berlíně. Sokolové se prezentovali také na mistrovstvích světa nebo na závodech Mezinárodní tělocvičné organizace.

### Čechizace v národnostně smíšených oblastech
Po vzniku republiky nastaly v německém pohraničí a v německých jazykových ostrovech značné změny. Vzhledem k tomu, že bylo v letech 1921 až 1930 v důsledku nesplnění zkoušky z úředního jazyka ze státních služeb propuštěno 33 000 zaměstnanců německé národnosti,[zdroj?] došlo na územích s převahou německého obyvatelstva k narušení lokální sociální struktury. Úřední posty policistů, prokurátorů, správních úředníků, celníků a pracovníků hraniční kontroly, železničářů, zaměstnanců pošty najednou obsazovaly osoby české národnosti. Zrovna tak v dobovém žargonu „počešťovat všemi prostředky zněmčená území“ se dařilo i pozemkovou reformou, která svým národnostním efektem přivodila další nepřirozené rozrušení homogenního německého osídlení. Není se tedy čemu divit, že vztahy mezi Německým turnerským svazem a Sokolem byly značně odměřené, někdy i nenávistné. Republikové aktivity Sokola v německých oblastech ještě zesílily a zvláště od 30. let 20. století docházelo mezi oběma spolky k častým potyčkám.

#### Sokolské ochranitelky
I když docházelo v rakousko-uherské k razantnímu rozvoji českého Sokola, v místech s převahou německého obyvatelstva se nemohl dlouho prosadit. To byl jeden z hlavních důvodů, proč Pražský Sokol zavedl už od poloviny roku 1880 systém tzv. sokolských ochranitelek, kdy jednoty z českého území zásobovaly své „adoptované jednoty“ v německých obcích odbornou sokolskou literaturou, zřizovaly jim knihovny, pomáhaly s rozšiřováním inventáře a s obstaráváním nářadí nebo je finančně dotovaly (například Sokol Znojmo založen v roce 1882). Dne 18. května 1913 rozhodl výbor ČOS, že veškeré záležitosti týkající se dotování německých oblastí jsou nadále důvěrné a že nebudou zveřejňovány. V roce 1914 přijal výbor ČOS „Pravidla o správě a užívání národního základu“, z něhož byly poskytovány půjčky menšinovým jednotám v německých oblastech, hlavně na stavby sokoloven, koupě objektů a pozemků.

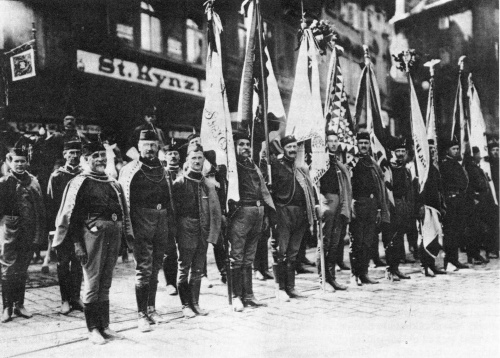
Sokolští praporečníci o státním svátku 28. října 1928

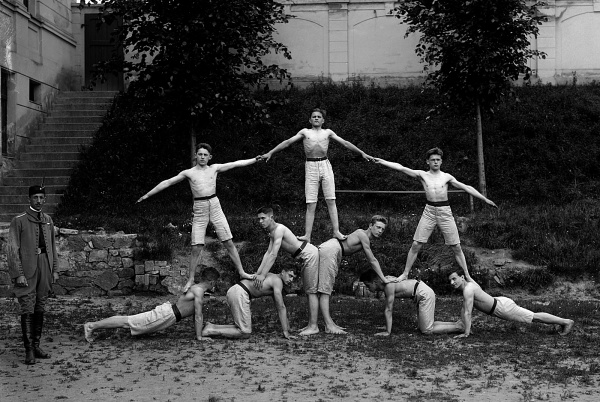
Sokolská cvičení v Táboře (1924)

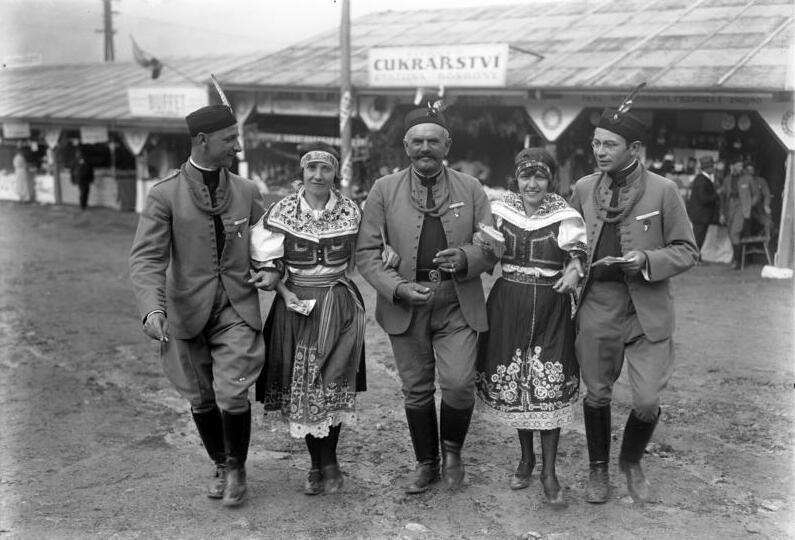
Krojovaní sokolové v Praze (1932)

Tento systém ochranitelek přejala i Československá obec sokolská a každá menšinová sokolská jednota měla přidělenu svou vlastní ochranitelku, která dbala na pravidelný kontakt a svojí přítomností podporovala v německých obcích česká veřejná vystoupení a kulturní akce. Například ochranitelkou Sokolské jednoty v Jihlavě byla SJ Čáslav, ochranitelkou Sokolské jednoty v Moravské Třebové SJ Boskovice, ochranitelkou Sokolské jednoty Háj u Duchcova zase SJ v Praze-Michli, na Sokolskou jednotu Valtice dohlížela SJ Brno II nebo nad Sokolskou jednotou Šternberk držela ruku SJ Olomouc.
Ochranitelské jednoty pak pořádaly spolu se svými „chráněnkami“ v německých oblastech veřejná cvičení, přednášky, české taneční a jiné zábavy. Současně posílaly do pohraničí cvičitele. Za úkol měly „napomáhati vhodným způsobem při usídlování českého, uvědomělého živnostenstva, (…) učňů, živnostenských pomocníků i dělníků v oblasti.
Z jednatelské zprávy Sokola v Libochovicích

#### Hraničářské slety a výlety
Po propuštění téměř všech rakouských úředníků ze státní služby klesl po jejich odchodu i s rodinami do Vídně ve Znojmě (do 1. dubna 1919) znatelně počet německého obyvatelstva (1910 16 812 Němců, 1920 7 988 Němců). Hned v srpnu 1919 se zde konal hraničářský sokolský slet. Z Brna odjelo na slet do Znojma Západomoravskou župu plk. Švece (Moravské Budějovice, Třebíč, Jihlava, Znojmo, Velké Meziříčí, Telč, Vranov) podpořit 850 členů, z toho 450 krojovaných. Ve dnech 19. až 20. července 1919 se konal slet v Jihlavě (1918 – 38 400 Němců, 1930 – 12 000 Němců), vlakové nádraží odbavilo 20 000 cestujících. V Trutnově (1921 – 26 412 Němců, 2 562 Čechů) uspořádala 26. června 1921 Krkonošská župa sokolský slet, kterého se zúčastnilo 7 000 sokolů a 25 000 českých diváků.
V roce 1922 se uskutečnily mohutné sokolské výlety do čerstvě připojeného Těšínska a Ostravska. Velká sokolská slavnost se konala 1. června 1930 v německé baště Chebu (1930 – 37 599 Němců, 2 351 Čechů). Ve vyprázdněných ulicích provolávali sokolové v průvodu „Ať žije český Cheb!“ (Es lebe das tschechische Eger!). Tentýž rok pořádal Sokol podobnou akci 7. září v Rumburku (1930 – 10 466 Němců, 766 Čechů) a další týden v Liberci (1930 – 95 623 obyvatel, z toho 78,0 % Němců, 18,2 % Čechů) I zde došlo na provolávání hesla „Ať žije český Liberec!“ (Es lebe das tschechische Reichenberg!)

#### Menšinová práce
V oblastech s převahou německého obyvatelstva byla práce sokolských jednot úzce svázána s národním životem a s podporou hraničářských akcí. Stávalo se pravidlem, že aktivní osobnosti v menšinovém životě byly zároveň členy Sokola či členy několika českých spolků najednou. Například rubriku „Sokolstvo a menšiny“ (hraničářské listy Naše menšiny) redigoval Jaroslav Borotínský Zyka, který pracoval také jako žurnalista ve Věstníku Československé obce sokolské a redaktor Venkova. Jindřich M. Vlček, který se sokolských akcí účastnil, organizoval je a psal o nich, byl ředitelem dolů v Malých Svatoňovicích, starosta tamtéž, divadelní ochotník, hasič, ale také člen Klubu československých turistů, Československého červeného kříže, Tělocvičné jednoty Sokol a Musejního a archivářského sboru.
V menšinových obcích s omezeným počtem českých obyvatel se pořádaly kulturní akce vícero spolky najednou a obzvláště běžně se objevovaly paralely sokolů a učitelů. Proto se také v inzercích na místa hraničářských českých pedagogů požadovalo členství v Sokole. Zrovna tak mohly hraničářské sokolské jednoty využívat tělocvičny českých menšinových škol a jejich knihovny Ústřední matice školské. Články v listech Naše menšiny provolávaly: „Sokolské hraničářské jednoty bojují bok po boku s národními jednotami za lepší a jistější budoucnost našeho pohraničí“ nebo „Ochranitelky jsou apoštoly sokolství v menšinách – v mladých duších dorostu a žactva vyrůstá nám slibná naděje do budoucna.“

### „Sokol má bratra všude“

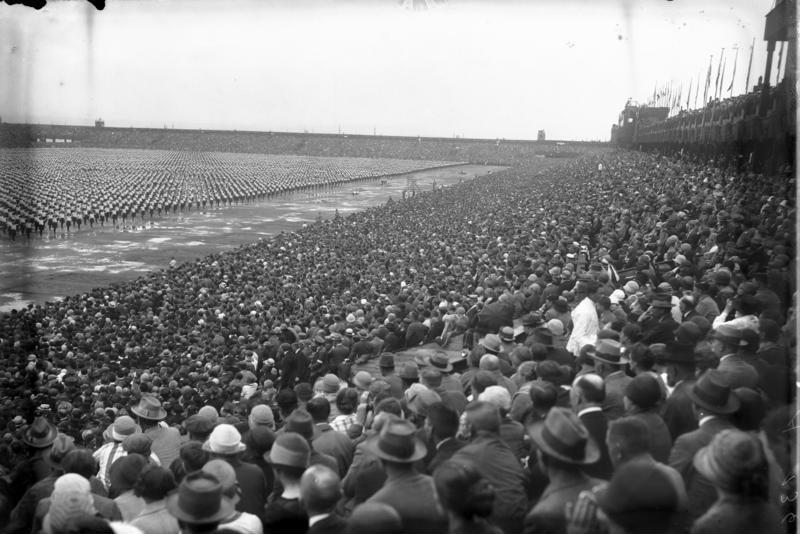
Praha 9. Sokolský slet 1932

Sokol měl na vývoj Československa nesmírný vliv. Marek Waic uvádí: „…seděli v podstatě na všech významných místech státní správy. Jednalo se o ministerstva, soudy, policejní ředitelství, úřady statistické, zemské, pozemkové, pošty, magistrát města Prahy (senátor Baxa) atd.“ Například již 2. listopadu 1918 došlo ke zřízení ministerstva veřejného zdravotnictví a tělesné výchovy a v roce 1920 byl pod ním vytvořen „Poradní sbor pro tělesnou výchovu“, v němž si rozhodující vliv udrželi členové Sokola. V roce 1935 obsadili sokolové v parlamentu 106 míst: 70 poslanců a 36 senátorů, 45 agrárníků, 31 socialistů, 18 živnostníků a 12 představitelů Národního sjednocení. Význam a vliv Sokola daleko přesahoval rámec tělovýchovy a sportu.
Mezi představiteli politického života meziválečného Československa byla celá řada sokolů. Například ve volbách v roce 1929 bylo do poslanecké sněmovny zvoleno 67 sokolů a do senátu 32 členů sokolských jednot. Na seznamu sokolů - poslanců z roku 1929 nalezneme předsedu vlády Františka Udržala, ministra zahraničí Edvarda Beneše a další významná jména - Rudolfa Berana, Emila Frankeho, Milana Hodžu, Karla Kramáře, Jana Malypetra, Juraje Slávika, Antonína Švehlu. Sokolové tedy nebyli bez vlivu.
Katalog výstavy Pod křídly Sokola

### Branná příprava a mobilizace
Vedení ČOS schválilo v prosinci 1932 zásady branné výchovy a v roce 1933 obnovilo tradici náhlých srazů. V první polovině roku 1934 se obrátilo Ministerstvo národní obrany na vedení ČOS s důvěrným dotazem, zda jsou sokolové v případě potřeby ochotni převzít strážní službu, přizvalo vedení ke spolupráci na připravovaném branném zákonu (přijat 1. září 1937) a přistoupilo k tajnému sčítání počtů členů Sokola a vojáků v záloze. Po přijetí zákona č. 82 Sb., o ochraně a obraně proti leteckým útokům 11. dubna 1935 byla zřízena civilní protiletecká ochrana (CPO), jejímž řízením bylo pověřeno Ministerstvo vnitra. Následovalo zakládání „Výborů pro obranu obyvatelstva“, které měly na starost brannou výchovou obyvatelstva a civilní protileteckou ochranu. Sokolské jednoty rozběhly veřejné přednášky k branné výchově a sbírky na vojenský arzenál Československé armády, zakládaly „branné odbory“, zajišťovaly veřejnou brannou výchovu na „Dnech brannosti“ a výcvik civilního obyvatelstva.
Hlásíme se veřejně k tomu, že pěstujeme též výchovu brannou. Zanechme proto již veřejných tajemných schůzí a řekněme to otevřeně. Ano pěstujeme výchovu brannou a jsme ochotni dáti se do služeb republiky v případě války, ať zví veřejnost k čemu jsme odhodláni a připraveni.
Z jednatelské zprávy Sokola v Libochovicích
Na základě vládního nařízení č. 270/1936 Sb. ze dne 23. října 1936 vznikla Stráž obrany státu (SOS), do které vstupovali i sokolové. Od roku 1937 pomáhaly jednotky SOS obecním a městským úřadům při branném nácviku v sokolovnách, zejména při zacházení s plynovými maskami. Zákon č. 75 z 8. dubna 1938 doplnil zákon o ochraně a obraně proti leteckým útokům v návaznosti na možné ohrožení ČR Německem. Po vyhlášení částečné mobilizace v květnu 1938 narukovali i sokolové. Od začátku září 1938 byla ČOS v pohotovosti. Jednoty v pohraničních oblastech měly za úkol likvidovat závažné dokumenty a připravit evakuaci nejohroženějších sokolů, popřípadě sokolského majetku.
V polovině září zřídilo vedení ČOS ve spolupráci s Ministerstvem sociální péče, Svazem dělnických tělocvičných jednot, Orlem a Československým červeným křížem sokolská střediska s ústředím v Tyršově domě, která organizovala péči o uprchlíky (ubytování, zaměstnání), převoz majetku Sokola, Orla a DTJ a hlídky na smíchovském, Wilsonově, Masarykově a Denisově nádraží. Po pádu Hodžovy vlády jmenoval prezident Beneš vládu gen. Jana Syrového. Ministrem bez portfeje se stal starosta ČOS Stanislav Bukovský. K všeobecné mobilizaci došlo 23. září 1938. I.–IV. pásmo českého, moravského a slezského pohraničí obsadila německá branná moc mezi 1. a 7. říjnem 1938, V. pásmo do 10. října 1938. Vedení ČOS rozeslalo 1. října 1938 spěšný dotazník, ve kterém nabádalo neopouštět zabíraná území a ve dnech 2.-10. října převážel Sokol nákladními auty majetek zabraných jednot. Dne 22. října 1938 odešel exprezident Beneš do exilu a 25. října vydala vláda nařízení o otázkách státního občanství a opce, které upravovalo nabývání domovského práva. V obsazených územích zůstalo 452 384 českých občanů v Čechách a 64 7449 na Moravě.
Je naléhavou potřebou národní i státní, aby občané české národnosti, až se dozví, že jsou v tzv. plebiscitním území, byli přímo varováni před opuštěním tohoto území. Je zapotřebí je informovati, že jim bude poskytnuta v době plebiscitu naše i mezinárodní ochrana a je nutno působit na jejich rozvahu ... Odchodem před plebiscitem by zavinili ztrátu i tohoto území s převážnou většinou našeho obyvatelstva.
Oběžník ČOS 1. října 1938

### Sokol na Slovensku
Se vznikem Československa nastala i migrace Čechů na Slovensko a během první republiky počet Čechů na Slovensku prudce vzrostl. Nejpočetnější české menšiny žily v Bratislavě, Košicích a v Žilině. Sokol na Slovensku, až na pár ilegálních jednot, před vznikem Československa neexistoval. Podíl na šíření sokolské myšlenky měl právě příliv českých úředníků a hlavně učitelů. První organizovaný Sokol vznikl v roce 1918 v Uherské Skalici. Velkou zásluhu měli na rozvoji slovenského sokolství také slovenští národovci Vavro Šrobár, Pavol Blaho, Kornel Stodola, Samuel Zoch a ďalší. Na začátku roku 1919 už existovalo 39 sokolských jednot sdružených do Masarykovy župy v čele se starostou Vavro Šrobárem. Na konci téhož roku byla stávající župa rozdělena do šesti nových: Považská župa Štefánikova se sídlem v Novém Mestě nad Váhom, Bratislavská župa Masarykova se sídlem v Bratislavě, Nitrianska župa Svätoplukova se sídlem v Nitře, Podtatranská župa Hviezdoslavova se sídlem v Martině, Pohronská župa Detvan se sídlem v Banské Bystrici a Východoslovenská župa Jána Kollára se sídlem v Košicích. V roce 1920 stoupl počet na 18 499 členů.
Ve slovenském prostředí ovšem časem narůstal odpor k českému antiklerikalismu (popř. „husitismu“) a pokrokářství, tedy k myšlenkám, jež symbolizoval i Sokol. Podle situačních zpráv župních úřadů z roku 1925 se česko-slovenské vztahy na Slovensku nelepšily, ba naopak. Proto také ve slovenské tělovýchově byl v letech 1923–28 o něco silnější katolicky orientovaný Orel s 27 804 členy (oproti 24 059 slov. sokolům), jehož čestným starostou na Slovensku byl Andrej Hlinka, jinak vůdce Hlinkovy slovenské ľudové strany, hlavní síly prosazující slovenskou autonomii. V červnu 1936 uspořádal Sokol demonstrativní cestu 40 000 Sokolů přes Bratislavu, Trenčín, Nitru, Turčanský Sv. Martin, Banskou Bystrici a Košice do Užhorodu.
Přesto vlna protestů a hesel typu „Na Slovensku po slovensky! Chceme slovenských dôstojníkov, četníkov a úradníkov!...“ sílila. Dne 16. října 1938, tj. už za druhé republiky, se sešli v Turčianském Sv. Martině zástupci šesti slovenských žup, aby se pokusili odvrátit zánik Sokola na Slovensku. Ve svém memorandu se přihlásili k novým poměrům a založili Slovenský Sokol. Vzhledem k tomu, že nová vláda zakázala nařízením z 5. prosince všechny tělovýchovné spolky, byl 14. prosince 1938 Slovenský Sokol spolu s Orlem a DTJ rozpuštěn. V šesti slovenských župách ztratila ČOS 146 jednot, 35 poboček se 49 292 členy, 48 sokoloven, 69 letních cvičišť a 33 biografů. Majetek propadl Hlinkově gardě.

## Sokol za protektorátu

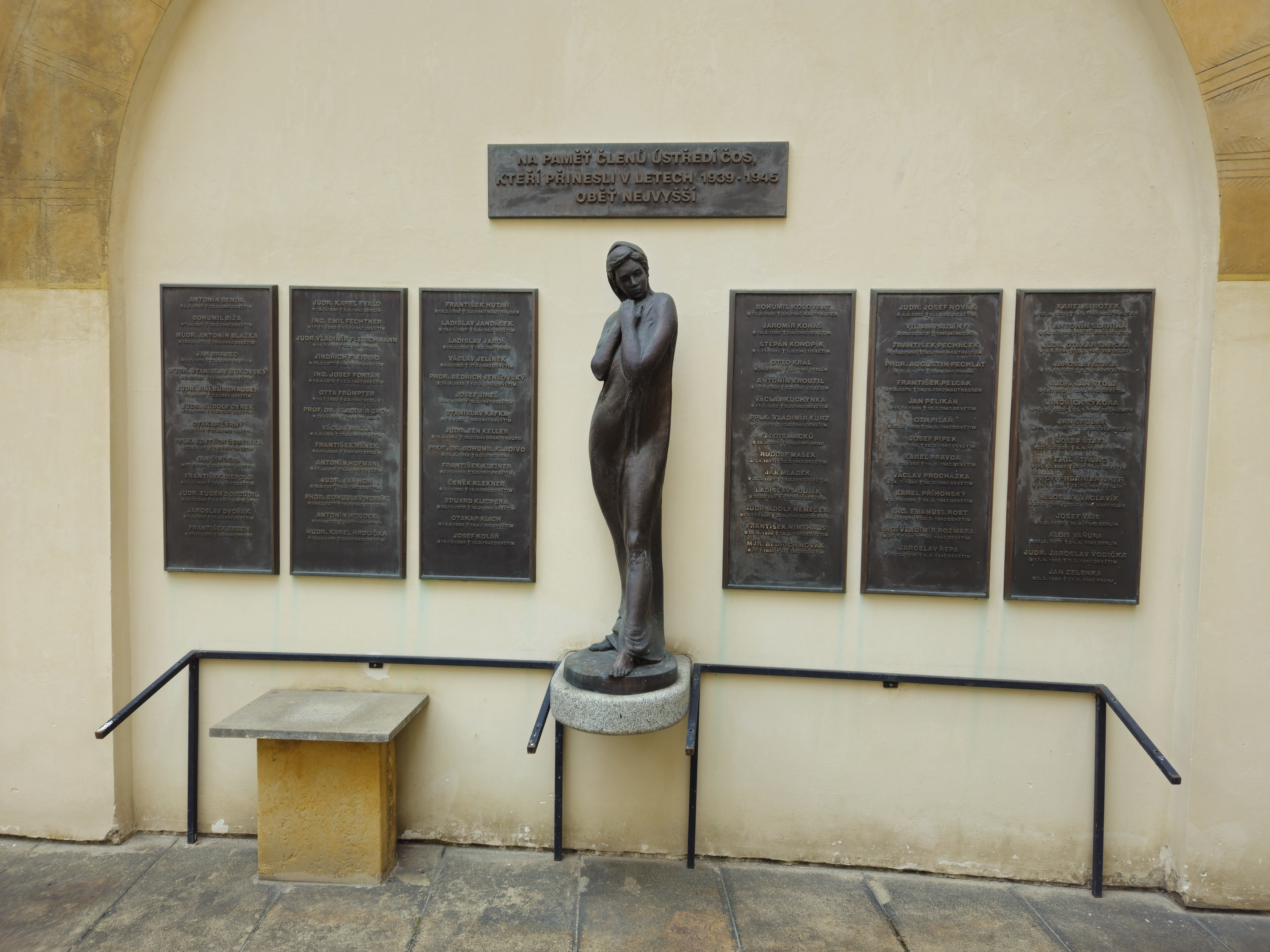
Památník se jmény Sokolských odbojářů. K nalezení v Tyršově domě, v Praze.

Po vzniku protektorátu ČOS přestala s nacionalisticko-ideově-brannou činností a výchovou. Oficiálně se věnovala pouze tělovýchově, kultuře a osvětové činnosti, čímž se snažila krýt Obec sokolskou v odboji. Se svolením úřadů pořádal Sokol pravidelná cvičení mládeže, dospělých mužů i žen, akademie, divadla, besedy, členské večery. Školil nové členstvo, cvičitelstvo a vzdělavatele. Pořádal „zimní bratrskou pomoc“ pro hospodářsky slabé rodiny a zimní nadílku. V roce 1939 Moravskoslezská župa Jana Čapka otevřela v Beskydech Sokolskou chatu Ostravice pro ozdravné pobyty hornických dětí (1941 Hitlerjugend, 1950 znárodněna, 1981 vyhořela). Členové v Civilní protiletecké ochraně (CPO) školili ve zdravotnické přípravě a zrovna tak se sokolové účastnili sportovních soutěží (např. Lehkoatletické mistrovství Čech a Moravy 1939) nebo žactvo a dorost prázdninových táborů. Ústřední list „Sokolský věstník“ s přílohami (Sokolský vzdělavatel, Cvičitel a Cvičitelka) a „dětský časopis Poupě“ vycházely až do dubna 1941.

### Akce Albrecht der Erste a první sankce

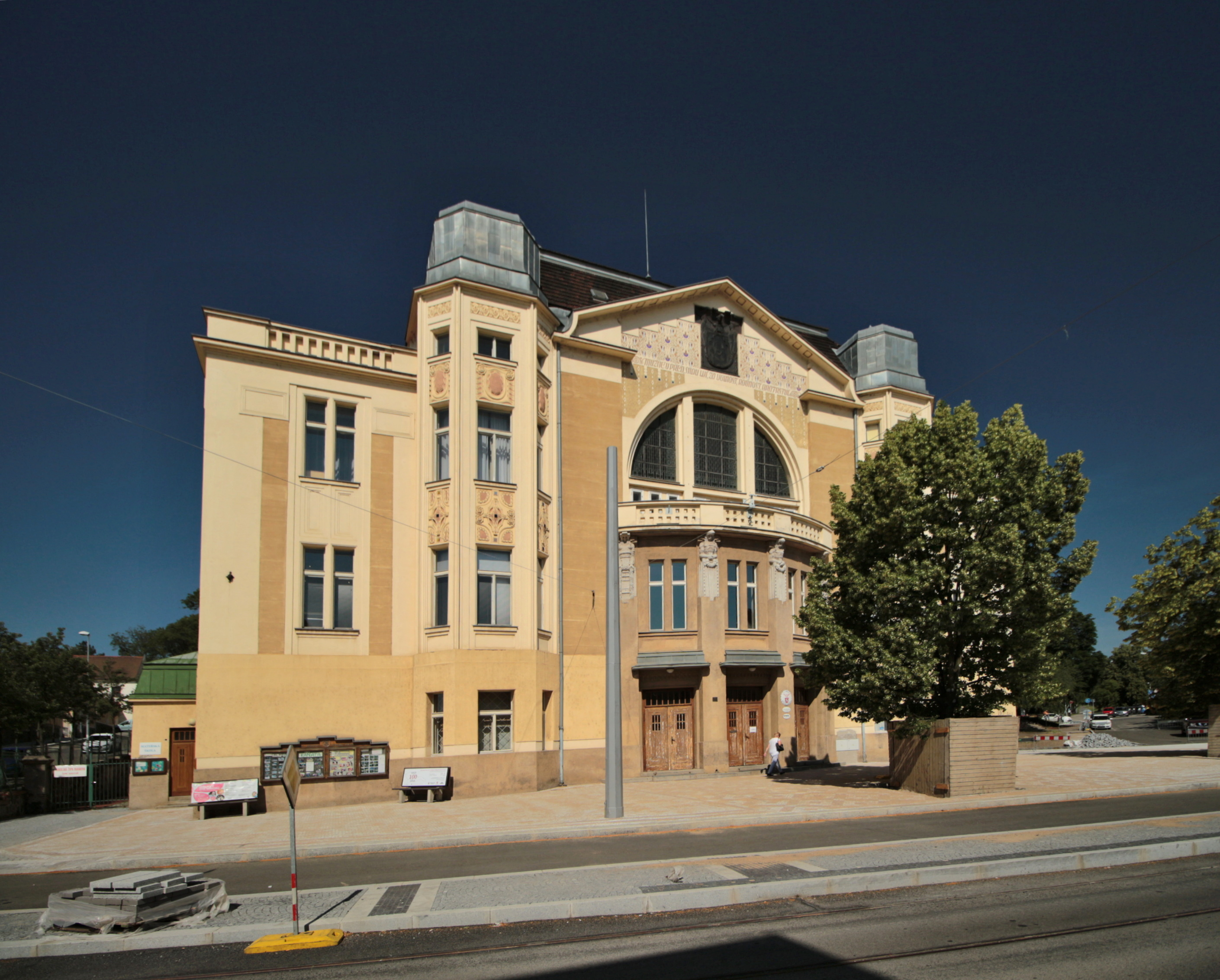
Secesní průčelí sokolovny v Libni z let 1909–1910, architekt: Emil Králíček

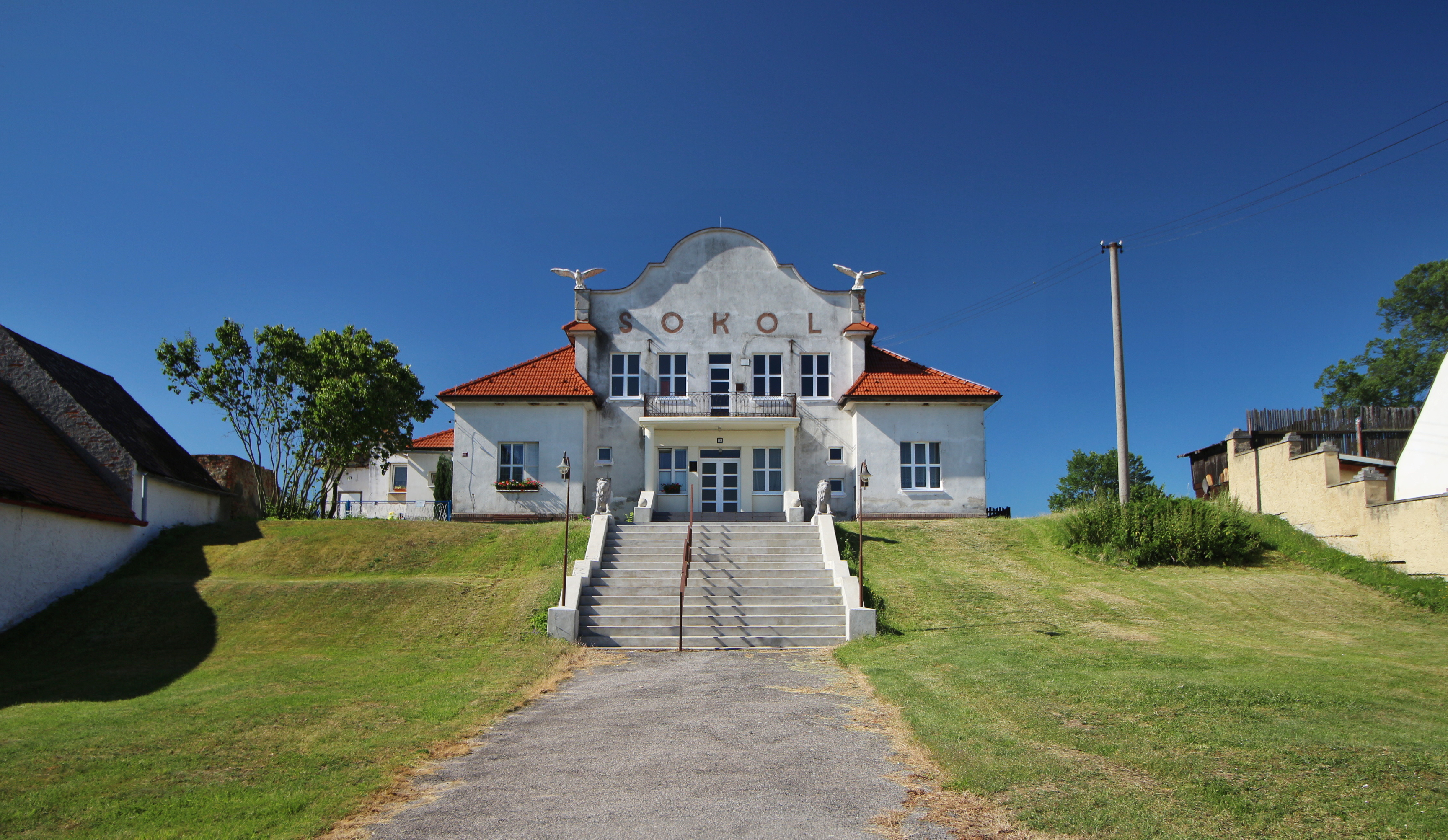
Venkovská sokolovna v Kounově

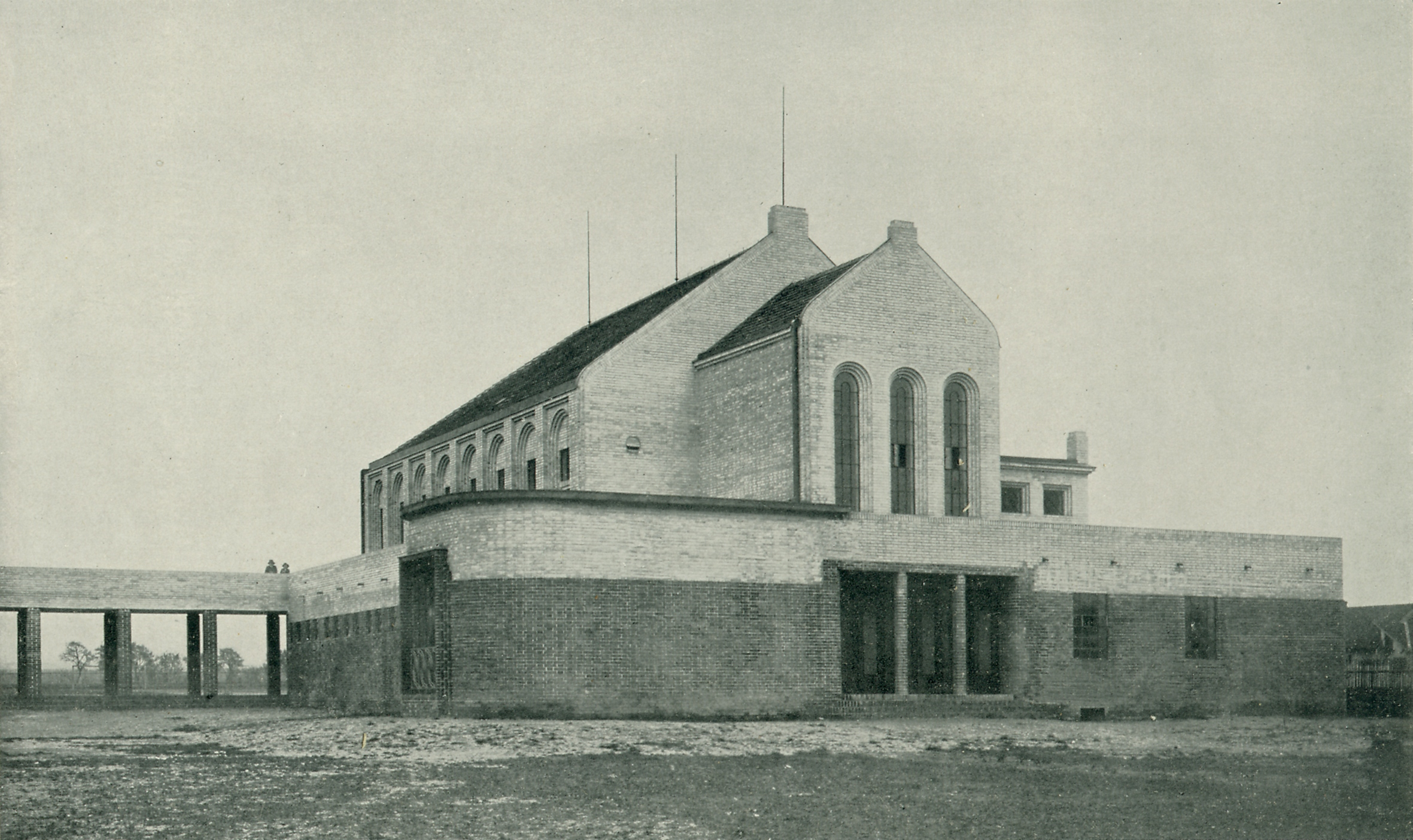
Sokolovna a kulturně-společenské středisko v Holicích z roku 1915, architekt: Otakar Novotný

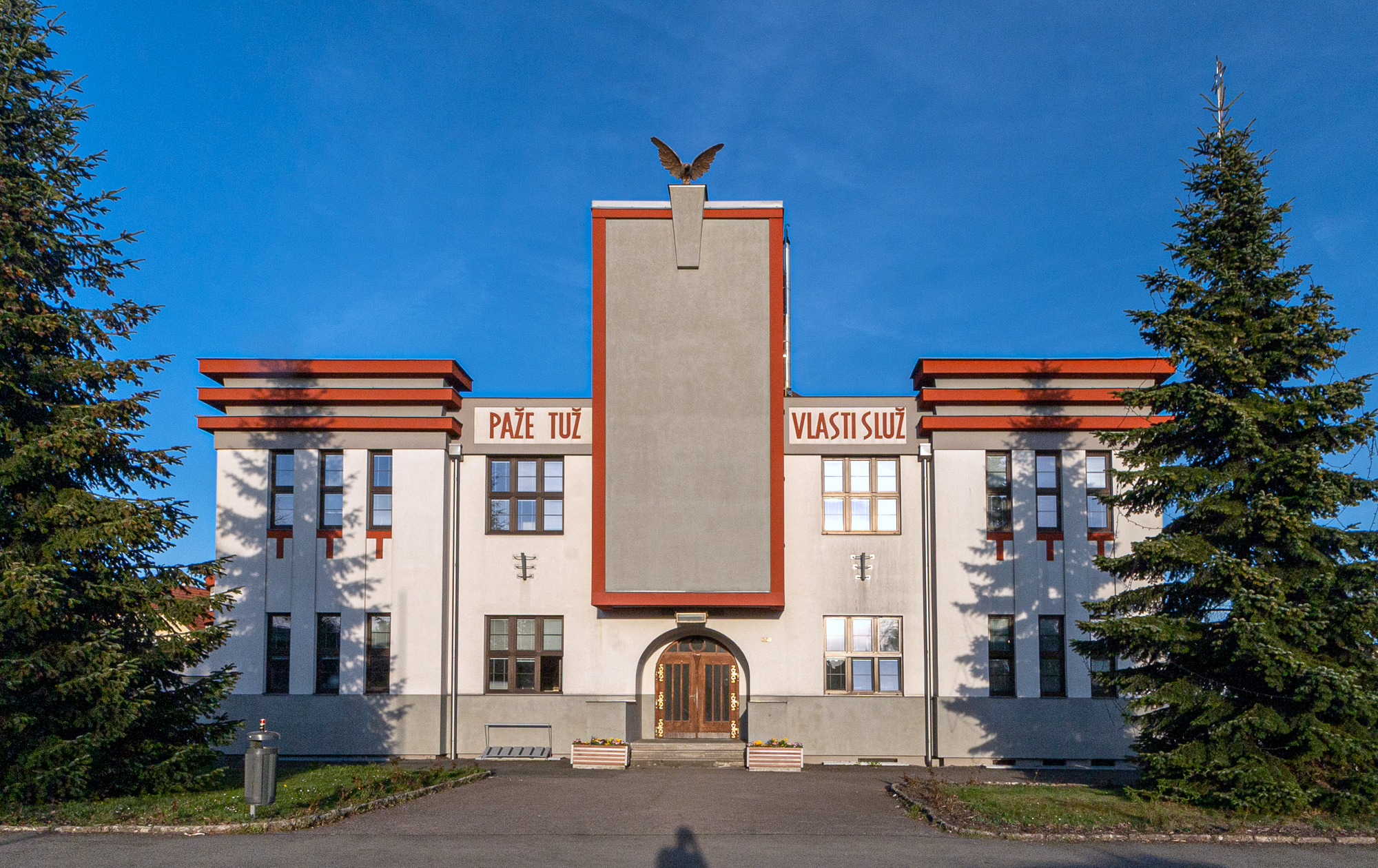
Sokolovna v Bakově nad Jizerou z roku 1926, architekt: Oldřich Liska

Okupační moci považovaly ČOS, legionářské spolky a Skaut (či podobné organizace) za nepřátelské a narušující začlenění protektorátu do říše. Na konci jara 1939 se začalo o sokolské špičky intenzivně zajímat gestapo, které v rámci likvidace Obrany národa v letech 1939–1940 zjistilo, že řada členů Sokola je zapojena do odboje a že vojenské velení se Sokolem počítá jako se svou zálohou pro období převratu. Dne 1. září 1939 Karl Hermann Frank odstartoval pod krycím názvem Aktion Albrecht der Erste preventivní zatýkání představitelů českého veřejného života a sokolských žup a jednot (2 000 osob). Na podzim 21. října 1939 vydal říšský protektor výnos o zákazu vytápění tělocvičen. V polovině ledna 1940 rozesílal Tyršův dům všem sokolským jednotám nařízení o zákazu užívání názvů upomínajících na státoprávní poměry bývalé republiky Československé a název organizace byl upraven na „Českou obec sokolskou“.

### Zastavení činnosti Sokola
Přípisem říšského protektora Konstantina von Neuratha (č. j. BdS I- I 145/41) z 12. dubna 1941 byla činnost svazu, žup i jednot, jakož i připojených spolků zastavena. Zákaz platil i pro vznik nových náhradních organizací nebo hromadný přestup členů Sokola do jiných organizací. Majetek Sokola byl následně sepsán a spolkový dům v Praze uzavřen. K tomuto kroku se protektor rozhodl na základě zjištění, že mezi zajištěnými odbojovými osobami se nacházel velký počet vedoucích činovníků Sokola, dále kvůli sympatiím Sokola vůči novým vládcům Jugoslávie a jugoslávskému Sokolu, ilegálním spojům se Sokolem v Paříži, ale také pro hromadné přijímání členů rozpuštěného spolku »Junák« do Sokola. S okamžitou platností platil zákaz tělovýchovné a organizační činnosti a povolena byla pouze správa nemovitostí.

### Akce Sokol
Po znepokojujících zprávách o celkovém nárůstu protektorátní rezistenční činnosti, sabotážích a stávkách dosadil Adolf Hitler na Neurathovo místo šéfa RSHA, SS-Obergruppenführera Reinharda Heydricha. „Akce Sokol“ byla odstartována v noci ze 7. na 8. říjen 1941 a týkala se zatýkání vysokých sokolských funkcionářů, župních tělovýchovných a okresních činitelů. Celkem bylo zatčeno kolem 1 500 sokolů, z nichž velká většina putovala rovnou do Malé pevnosti v Terezíně a potom do koncentračního tábora v Osvětimi. Ještě téhož večera podepsal Heydrich úřední rozpuštění spolku »Česká obec sokolská« se sídlem v Praze. Správou veškerého propadlého sokolského majetku pověřil Nationalsozialistische Reichsbund für Leibesübungen (NSRL).
Rozpuštění a likvidace Sokola se nacistům rozhodně vyplatila. Do klína jim spadly státní sokolské dotace, statisícové členské příspěvky a výtěžky ze sokolských sletů a veškerý majetek (tělocvičny, hřiště a další centra) v přibližné hodnotě 600 000 000 K (60 000 000 RM). Řadu sokolských zařízení později získalo Kuratorium pro výchovu mládeže v Čechách a na Moravě a Nadace Reinharda Heydricha. Tyršův dům sloužil od 15. listopadu 1943 jako německý vojenský lazaret. Zájem o nemovitosti projevovaly i Deutsche Arbeitsfront (DAF), Kraft durch Freude (KdF). Do 8. prosince musely být ze sokolských nemovitostí odstraněny všechny upomínky na Sokol: nápisy, busty, sochy, obrazy, fotografie atd.

### Sokol po atentátu
Po atentátu na Heydricha, vyhlášení výjimečného stavu nad celým územím protektorátu a zahájené heydrichiádě zpracovala úřadovna gestapa v Praze závěrečnou zprávu o ilegální sokolské organizaci Jindra a podrobnou analýzu sokolského odboje. Rozbité sokolské skupiny kontaktovaly Petiční výbor Věrni zůstaneme, Obranu národa a splynuly s kruhy bývalých legionářských svazů, hasičských spolků, církví a nově budovanými organizacemi. V říjnu 1944 seskočili čtyři sovětští parašutisté a jimi založené odbojové skupiny nesly názvy „Mistr Jan Hus“ a „Dr. Miroslav Tyrš“. Jména záměrně vybraná v tradici Sokola, jelikož antipatie ke komunismu a Sovětskému svazu na území bývalého Československa převládaly a obyvatelstvo se mělo na základě názvu s odbojem identifikovat.
Počet sokolských členů v odboji není znám, zrovna tak není jasné, zda k odboji vyzývali přední funkcionáři. Je však známo, že členem Sokola byl Jozef Gabčík z operace Anthropoid, který se podílel 27. května 1942 na atentátu na Heydricha. V letech 1939–1945 bylo vězněno 11 611 členů ČOS, z toho zavražděno 1 212. Jinak zemřelo dalších 2 176. V koncentračním táboře skončil i tehdejší starosta Československé obce sokolské lékař Stanislav Bukovský. Během Pražského povstání 5. – 8. května 1945 našlo smrt dalších 589 sokolských příslušníků. Současně se však sokolská mládež a část bývalého činovnictva po zákazu Sokola staly základem a pilířem protektorátního Kuratoria pro výchovu mládeže v Čechách a na Moravě.
Dějiny a ideologie Sokola byly nacistům velmi dobře známé, také proto byla likvidace protiněmecké, antifašistické tělovýchovné organizace pro nacisty prioritou. Částečnou odpověď na otázku, proč mohl Sokol existovat ještě více než dva roky po zřízení Protektorátu, lze najít v článku časopisu „Volk und Leibeserziehung“ z července 1941 od Wilhelma Welwarského, pocházejícího ze Sudet. Welwarský vyzdvihuje německé kořeny Tyrše a Fügnera a činí je zodpovědné za následné kroky a slávu v odkazu německého turnerství.

## Socialistická tělovýchova a zákaz Sokola

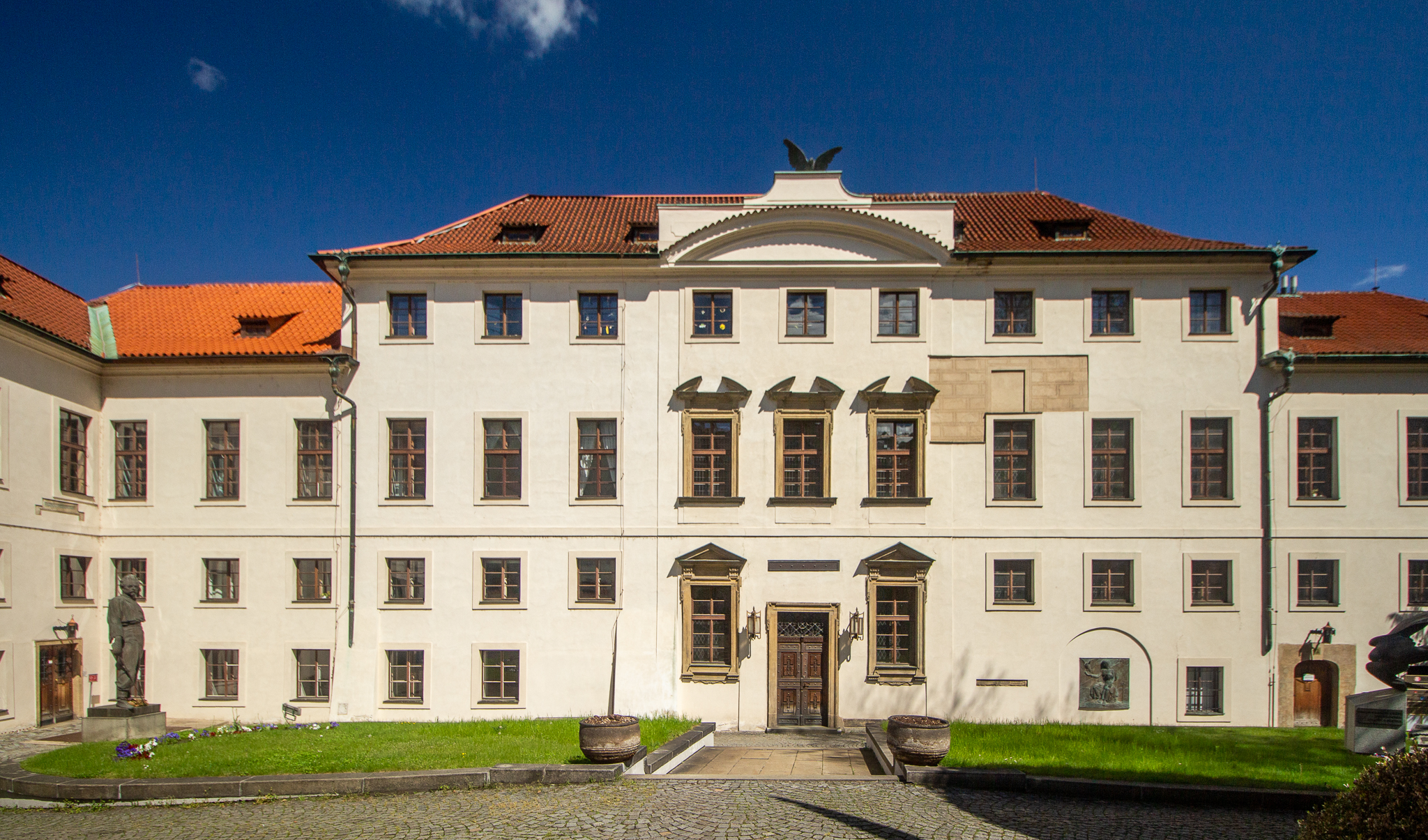
Sídlo ČOS Tyršův dům, původně palác Michnů z Vacínova, za vlády KSČ Výzkumný ústav tělovýchovný v Praze

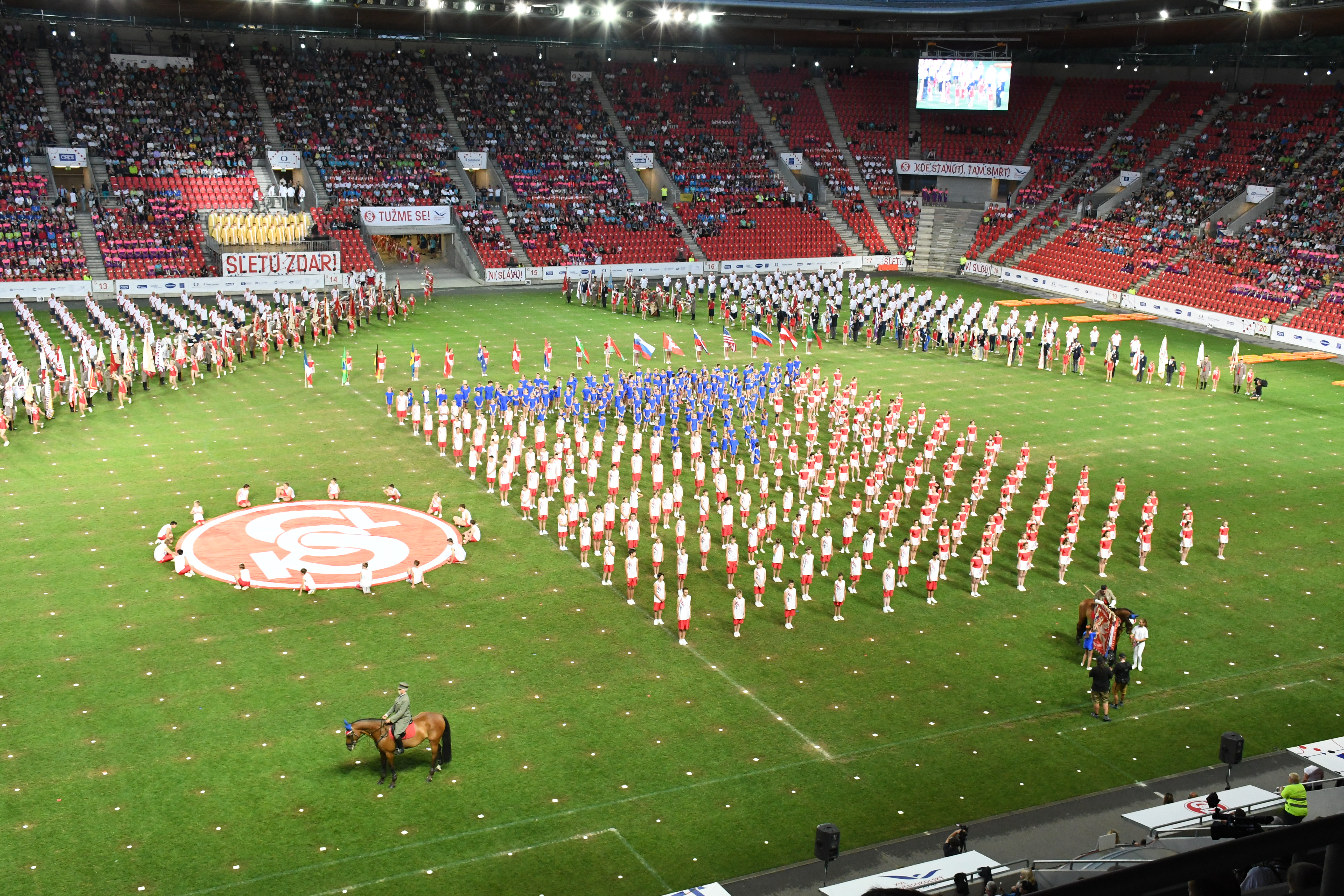
Vystoupení během XVI. Všesokolského sletu uskutečněného v roce 2018 v Praze

Zástupci pěti československých tělovýchovných a sportovních organizací (Československá obec sokolská, Svaz dělnických tělocvičných jednot, Junák, Čs. všesportovní výbor a komunistická Federace proletářské tělovýchovy) vydali 9. května 1945 prohlášení ke sjednocení československé tělovýchovy a pod nově založeným „Ústředním národním tělovýchovným výborem“ (ÚNTV) začaly tyto organizace v průběhu léta 1945 zakládat „místní tělovýchovné výbory“. Komunisté Federaci proletářské tělovýchovy ale neobnovili a vstupovali do Sokola. Proto v září 1945 vydal ÚNTV výzvu o sjednocení všech tělovýchovných a sportovních organizací do „Tělovýchovného svazu Sokol“. Proti tomuto sjednocení se razantně postavily Orel, Československý fotbalový svaz, mírněji pak ČOS a Svaz DTJ. Po odsunu německého obyvatelstva získal Sokol od „Osidlovací komise ministerstva zemědělství“ a za spolupráce „okresních rolnických komisí“ některé objekty, které později využíval pro letní školy v přírodě nebo sokolské letní tábory (například 1946 sokolský tábor Hajnice, 1947 usedlost čp. 119 ve Velké Úpě III., Chatu pod Světlou v Temném Dole v Maršově IV., 1948–1949 sokolský tábor v Obřím dole). Poválečný sokolský slet 1. ledna 1946 znamenal sice obnovení Československé obce sokolské, ale se založením „Československého tělovýchovného svazu“ (ČSTS) na podzim roku 1946 také první krok k jednotné tělovýchově.
Založení tělocvičné jednoty Sokol ve Slavonicích. V neděli 10. února se konala ustavující valná schůze Sokola ve Slavonicích. Před válkou byla ve Slavonicích pobočka Sokola v Dačicích, která živořila za silného útlaku Němců. Nyní jsou Slavonice české, takže se jednota muže věnovat klidně svému důležitému poslání. Jednota čitá zatím 50 členů. Vyzýváme všechny slavonické soudruhy, po případě i z okolí, aby vstoupili do nové Jednoty a pomáhali svou prací zvýšit brannou sílu národa. KSČ trvá na sjednocení tělovýchovy podle původních návrhů, t. j. celostátní tělovýchovné organisaci Sokol, která spojuje tradici, ryzí češství a skvělou Tyršovu tělovýchovnou soustavu, v celém světě branou za vzor. Současně upozorňuji soudruhy v Českém Rudolci, Starém Hobzí a okolí, že v těchto místech bude též Sokol založen, aby se včas u přípravných výborů přihlásili a spolupracovali při zakládání. - Okresní tělovýchovný referent.
Jiskra, týdeník komunistické strany třebíčského kraje, 24.2.1946, s. 4
Po únoru vzal vývoj v Sokole rychlý spád. Předsednictvo tzv. „Ústředního akčního výboru Národní fronty“ rozhodlo 27. února 1948, že jedinou tělovýchovnou organizací bude Sokol. Všechny tělovýchovné, sportovní a turistické svazy, spolky a kluby musely povinně převést majetek a členskou základnu pod JTO (jednotná tělovýchovná organisace) Sokol, které započaly zakládat na podporu Gottwalda akční výbory v sokolských jednotách a župách. XI. všesokolský slet na Strahově v létě 1948 se již konal pod taktovkou KSČ. Průvod sokolů prošel kolem tribuny s Gottwaldem mlčky a s odvrácenou hlavou, padala i hesla jako např. „Nikdo nesmí diktovat, koho máme milovat“, čímž dávali sokolové najevo, že nastolená vláda KSČ není vítězstvím všeho lidu. Po XI. všesokolském sletu začátkem července 1948 a po akcích při pohřbu dr. Edvarda Beneše započalo nové vedení ČOS s čistkami.
Politické a organizační změny opřeli komunisté o zákon č. 187/1949 Sb. O státní péči o tělesnou výchovu a sport v čele se státními orgány „Státní výbor pro tělesnou výchovu a sport“ (SVTVS) a „Státní úřad pro tělesnou výchovu a sport“ (SÚTVS). Na základě usnesení ÚV KSČ byl 12. 12. 1952 přijat zákon č. 71 Sb. O organizaci tělesné výchovy a sportu. Tímto byly sport a tělesná výchova nadále řízeny státním orgánem „Státní výbor pro tělesnou výchovu a sport“ (SVTVS).
ÚV KSČ tak podle sovětského vzoru zrušil v roce 1956 jednotné organizace Sokola a v březnu 1957 zřídil Československý svaz tělesné výchovy a sportu, který existoval až do roku 1990. V roce 1955 ČSTV navázal na mnohaleté sokolské tradice zorganizováním I. celostátní spartakiády. Tradici Sokola se snažilo zachovat „Ústředí československého sokolstva v zahraničí“, které sídlilo v USA a v kterém působily osobnosti jako Marie Provazníková (náčelnice ČOS 1936–38 a 1946–48, náčelnice Mezinárodní gymnastické federace FIG) či starosta ČOS z let 1945 až 1948 JUDr. Antonín Hřebík.
Ústředí československého sokolstva v zahraničí vydávalo vlastní knižnici, publikovalo své periodikum a uspořádalo sedm sokolských sletů:
- I. slet: Vídeň, 6.–9. července 1962
- II. slet: Montréal, 1.– 2. července 1967
- III. slet: Vídeň, 1.–3. července 1972
- IV. slet: Curych, 2.–5. července 1976
- V. slet: Vídeň, 2. – 5. července 1982
- VI. slet: Curych, 3.–7. července 1986
- VII. slet: Paříž, 5.-9. července 1990

O obnovu Sokola se sokolové pokoušeli v období pražského jara 1968.

## Česká obec sokolská – znovuzaložení

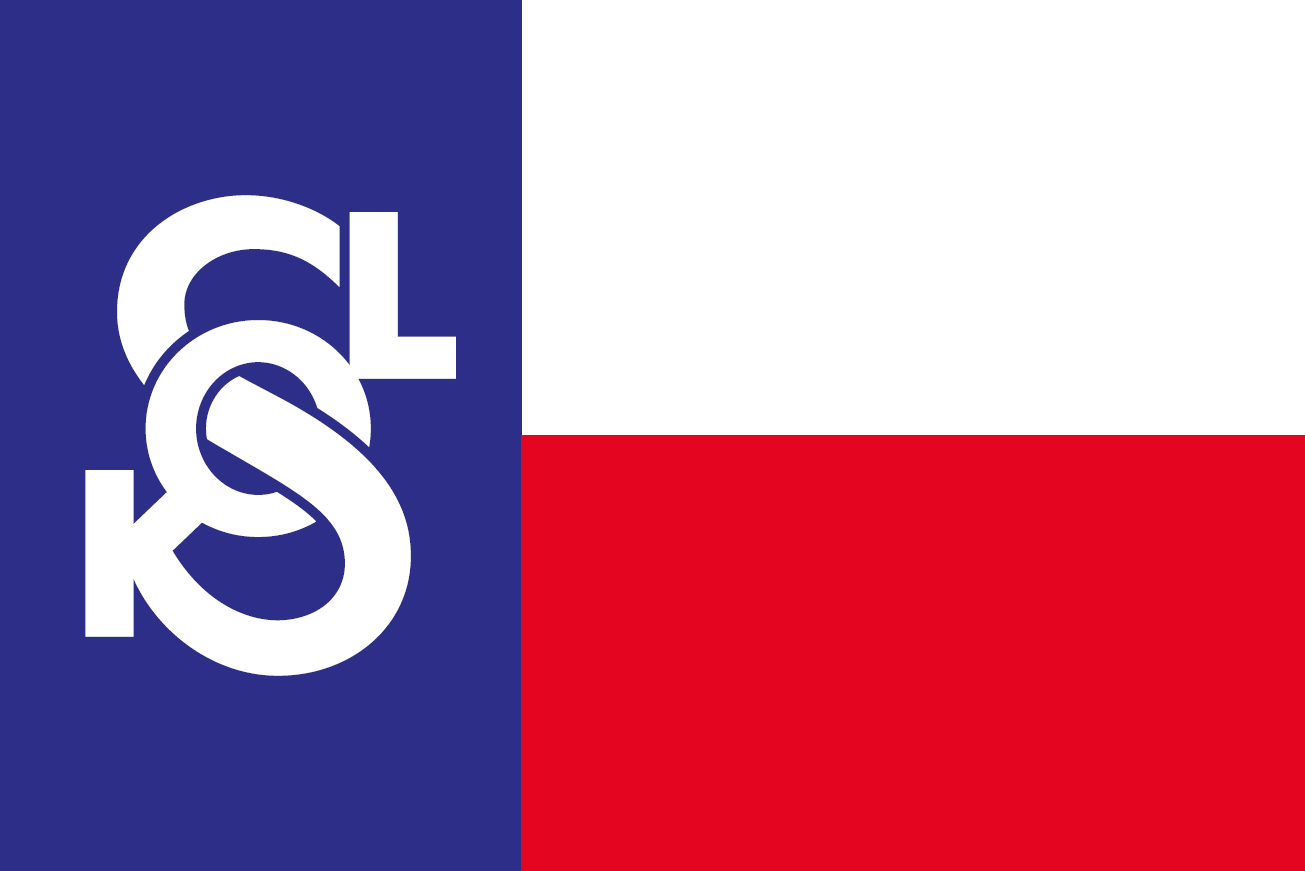
Vlajka České obce sokolské

V roce 1990 došlo k znovuobnovení Sokola a k navázání na jeho programové tradice. Česká obec sokolská (ČOS) patří v České republice k nejpočetnějším spolkům. Členská základna čítá kolem 180 000 cvičenců, kteří se věnují nejen sportu a pohybovým aktivitám, ale také kulturní a vlastenecké činnosti. „Sport pro všechny“ zahrnuje základy sportovní a moderní gymnastiky, pohybovou výchovu, rytmickou gymnastiku, aerobik, cvičení s náčiním, různé taneční směry, atletiku, míčové hry, netradiční hry a sporty, jógu, základy asijských bojových umění, zdravotní gymnastiku, pobyt v přírodě a turistiku. Sokol se zabývá samozřejmě i výkonnostním sportem. „Vzdělavatelský odbor“ má na starosti soubory folklorní, divadelní, pěvecké, hudební a loutkářské.
Základními organizačními jednotkami ČOS jsou tělocvičné jednoty, sdružené do 42 sokolských žup. Nejvyšším celkem a zároveň zřizovatelem je ČOS. Koordinační činnost mezi župami spadá do kompetence krajského zmocněnce. Vyslanci z župních valných hromad vytváří Výbor ČOS, který zasedá dvakrát do roka. Ten volí starostu ČOS, místostarosty, jednatele a statutární orgán – 13členné předsednictvo. Vyvrcholením činnosti ČOS je všesokolský slet. Česká obec sokolská je členem Světového svazu sokolstva a také členem mezinárodní organizace ISCA (International Sport and Culture Association). V roce 2012 Sokol oslavil 150. výročí svého založení.

## Kritika
Vyhraněný nacionalismus se objevoval v Sokola od 90. let 19. století. Někteří členové Sokola se netajili ani svým odporem k tehdejším pořádkům habsburské monarchie, k socialismu a ke katolické církvi. Sokolem propagovaný kult Jana Husa byl jedním z hlavních důvodů pro represe ze strany katolické církve a státních orgánů. Po roce 1910 se objevilo u Sokola vylučování členů za tzv. posluhu klerikálním snahám. V době první republiky se Sokol prohlásil za nositele československého světového názoru, který projevoval moralizujícími apely na národní čest.
Tím lze Sokolu přičíst podíl na vzniku současného materialistického ateizmu, který z Čech udělal jednu z nejméně religiózních zemí na světě. Rakouská monarchie, dosud hodnocená poněkud více kriticky než si zaslouží, vytvořila prostor koexistenci různých národů a v jejím rámci se mohl český národ zdárně vyvíjet.
Jakub Václav Zentner
Při vzniku první republiky tvořili sokolové základ nově vznikající armády. Velmi brzy se tak stal Sokol protežovanou organizací nejen ze strany T. G. Masaryka. Sokolové se podíleli na budování Masarykova kultu a byli spoluzodpovědní s ostatními českými i německými obrannými spolky za eskalaci národnostní nesnášenlivosti Čechů a Němců v meziválečném období. Kritizováno bývá i poslušné chování při komunistických celostátních spartakiádách v „lidově demokratickém Československu“. Roubal uvádí, že „na rozdíl od nesokolských cvičenců si totiž sokolové byli vědomi hlubokého ideologického rozkolu mezi sokolskými a spartakiádními aktivitami, a i přes tento rozpor se dokázali nadchnout pro spartakiádní stádnost“.
Po sametové revoluci dochází k jisté idealizaci jak Sokola samotného, tak i meziválečného Československa. Problematické stránky sokolské historie (jako třeba „vyřizování si politických a nejspíš i osobních účtů“ při převratu 28. října 1918) jsou podle Antonína Ročka zamlčovány a v běžně dostupné literatuře není tento problém zpracován. Podobná kritika zazněla na konferenci „Sokolství – občanská společnost – sjednocující se Evropa“ na Univerzitě Palackého v Olomouci v roce 2003.
Třetí krize ideologie sokolského hnutí proběhla bezprostředně po vzniku samostatného československého státu. V době honu na čarodějnice v ČOS (vylučování těch, kdo byli pro zachování rakouské monarchie v podobě federalizovaného republikánského státu, kdo údajně spolupracovali s rakouskými orgány v době světové války atd.) ukázal Sokol velmi drsnou tvář. To vedlo pouze k dalšímu posilování Svazu DTJ i Orla na úkor bývalých členů Sokola. Zůstává skutečností, že tento postoj vedení ČOS ovlivnil i řadu emigračních sokolských organizací, které se po roce 1917 a vítězství Sovětů ocitli v emigraci v ČSR. Především šlo o Ruský Sokol, jehož základnou se stala Praha, ale v polovině 30. let pak podstatná část ruských Sokolů věřila spíše bělehradské odnoži ruské emigrace.
Hodaň B. (5. – 6. 12. 2003 Olomouc)